# Personaggi di The O.C.
Di seguito è riportata la lista dei personaggi della serie televisiva The O.C..

## Personaggi principali

### Ryan Atwood Cohen

Ryan Atwood

Ryan Atwood Cohen, interpretato da Benjamin McKenzie doppiato in italiano da Emiliano Coltorti. È il protagonista della serie, vive a Chino con la madre Dawn e il fratello maggiore Trey, si sono trasferiti da Fresno. Il padre Frank è finito in prigione per rapina a mano armata, oltre al fatto che il fratello è un tossicodipendente nonché un delinquente, mentre la madre combatte con i suoi problemi di alcolismo; tutti questi fattori negativi hanno contribuito a trasformare Ryan in un ragazzo dal carattere irascibile e rabbioso, sebbene sia fondamentalmente molto di buon cuore; tuttavia, successivamente diventerà più calmo e maturo. Essendo impulsivo, tende a cacciarsi nei guai con una certa frequenza; in ogni caso è una persona altruista e premurosa, e riscuote successo con le ragazze. Nonostante per molto tempo non abbia beneficiato di un'istruzione scolastica di buon livello, già all'inizio si è dimostrato in possesso di una spiccata intelligenza; ciò che desidera è diventare un architetto, è predisposto per le materie scientifiche, sa giocare molto bene a biliardo e a poker con il conteggio delle carte. Il suo attore preferito è Steven Seagal.
Viene coinvolto dal fratello a portare a termine il furto di un'auto, ma i due vengono arrestati dalla polizia, Ryan evita il carcere per merito di Sandy Cohen, il difensore d'ufficio che gli è stato assegnato, che poi lo ospita nella sua villa a Newport Beach dato che Dawn non lo vuole più in casa. Ryan conosce Kirsten e Seth, rispettivamente moglie e figlio di Sandy, i quali si affezionano velocemente a lui, tanto che la famiglia Cohen decide di prenderlo in custodia. Inizia la nuova vita di Ryan, nell'alta società di Newport, nella quale si inserisce anche bene, pur venendo quasi sempre reputato un teppista per il suo turbolento passato. In varie occasioni dà il suo aiuto nella manovalanza durante l'allestimento delle feste di beneficenza. Si innamora di Marissa Cooper la quale però ha già un fidanzato, scoprendo suo malgrado durante un viaggio a Tijuana che lui la tradisce; la ragazza tenta il suicidio mischiando alcolici e farmaci, ma è salvata da Ryan. Quest'ultimo intraprende una relazione con Marissa osteggiata dalla madre di lei, Julie che non lo reputa il ragazzo adatto a Marissa; a peggiorare le cose ci pensa Oliver, adolescente mentalmente instabile che, ossessionato da Marissa, riesce ad allontanarla da Ryan attraverso bieche manipolazioni. Oliver tenta poi il suicidio ma Ryan riesce a impedirglielo. Ryan, in reazione ai suoi problemi con Marissa, si avvicina a Theresa, la sua ex fidanzata che frequentava quando viveva a Chino, la quale scopre di aspettare un bambino. Theresa non sa se il figlio che aspetta è di Ryan o di Eddie (il suo violento fidanzato) quindi Ryan torna a Chino per prendersi cura di Theresa. Quando, quest'ultima, gli dice di aver perso il bambino, Ryan torna a Newport, notevolmente cambiato, ora è più estroverso nonché uno studente più diligente, intraprende una relazione con Lindsay, ragazza che si scoprirà essere sorellastra di Kirsten, che poi lo lascia per trasferirsi a Chicago.
Ryan e Marissa, che non hanno mai smesso di amarsi, ritornano insieme, ma Trey ritorna nella vita del fratello, Ryan tenta di aiutarlo a rigare dritto, ma Trey è un'inesauribile fonte di problemi, arriva anche a tentare di violentare Marissa, la quale gli spara per salvare Ryan dato che Trey lo stava per uccidere. Trey sopravvive alla ferita e poi lascia Newport, la relazione tra Marissa e Ryan diventa più burrascosa: lei inizia a provare dei sentimenti per un altro ragazzo di nome Johnny, che necessita di un'operazione alla gamba dopo essere stato investito da un'auto. Ryan si converte all'ebraismo, celebrando il tutto con un bar mitzvah per raccogliere i fondi e operare Johnny. Quest'ultimo muore cadendo da una scogliera completamente ubriaco. La morte del ragazzo crea una ferita tra Ryan e Marissa che li porta a voler chiudere la loro relazione, anche perché Ryan, ormai completamente concentrato nel volersi prendere cura di lei, stava trascurando la propria felicità personale. Dopo una breve relazione con Sadie, tenta una riconciliazione con Theresa, e scopre che lei non aveva perso il bambino, e che il padre comunque è Eddie. Ryan difende Marissa quando il suo nuovo ragazzo, Volchok, la tradisce tanto da picchiarlo. Volchok con la minaccia di denunciarlo per aggressione, lo costringe a essere suo complice in un furto, ciò porta Theresa a lasciarlo definitivamente, perché capisce che Ryan è ancora troppo immaturo. Volchok ricatta Ryan convincendolo ad aiutarlo a rubare un'auto, in una scena che rievoca il furto che lui e Trey avevano fatto quando vennero arrestati, e a conferma che ora è un ragazzo migliore, si rifiuta di aiutarlo. Ryan e i suoi amici si diplomano, Ryan ormai si è riconciliato con sua madre che gli regala anche un'auto. Il giorno dopo, mentre Ryan è in auto con Marissa, i due vengono tamponati da Volchok che li fa uscire fuori strada, e se Ryan sopravvive, Marissa invece perde la vita.
Benché Ryan fosse stato ammesso all'università di Berkeley, decide di non andarci, ormai troppo avvilito dalla morte di Marissa, tanto da lasciare la casa dei Cohen, combattendo negli incontri clandestini. Successivamente torna sui suoi passi, infatti Sandy, Kirsten e Seth lo riaccolgono nella loro casa quando lui capisce che nel bene e nel male loro sono la sua famiglia. Ryan affronta Volchock, e nonostante avesse la possibilità di ucciderlo, si limita a farlo arrestare. Ryan trova un impiego in un ristorante messicano, e inizia poi una relazione con Taylor, ma per lui è difficile far entrare un'altra ragazza nella sua vita, il ricordo di Marissa lo perseguita; il giorno di Natale Ryan e Taylor cadono dal tetto e finiscono in coma per breve tempo. Vivendo una realtà parallela dove loro due non sono mai nati, Ryan scopre che Sandy e Kirsten in questo mondo hanno divorziato, mentre Marissa è morta per overdose a Tijuana: capisce così di aver salvato la famiglia Cohen e di aver regalato a Marissa qualche anno in più di vita. Ryan abbandona definitivamente i suoi modi da ragazzo violento, inoltre grazie a Taylor si riconcilia con suo padre Frank, uscito di prigione, e ora lui e Julie vanno decisamente più d'accordo tanto che quando scopre che lei e Frank stanno insieme, sostiene la loro relazione.
Un terremoto colpisce Newport rendendo inagibile la villa dei Cohen, quindi si trasferiscono a Berkeley dove Ryan frequenterà l'università, lui e Taylor rimangono insieme, pur decidendo di condurre due vite separate. Inoltre Ryan diventa fratello maggiore dato che Frank e Julie avranno un bambino. Ryan lascia Newport portando con sé il ricordo di Marissa, sapendo che anche grazie a lei è diventato un uomo migliore. Finiti gli studi diventa architetto.

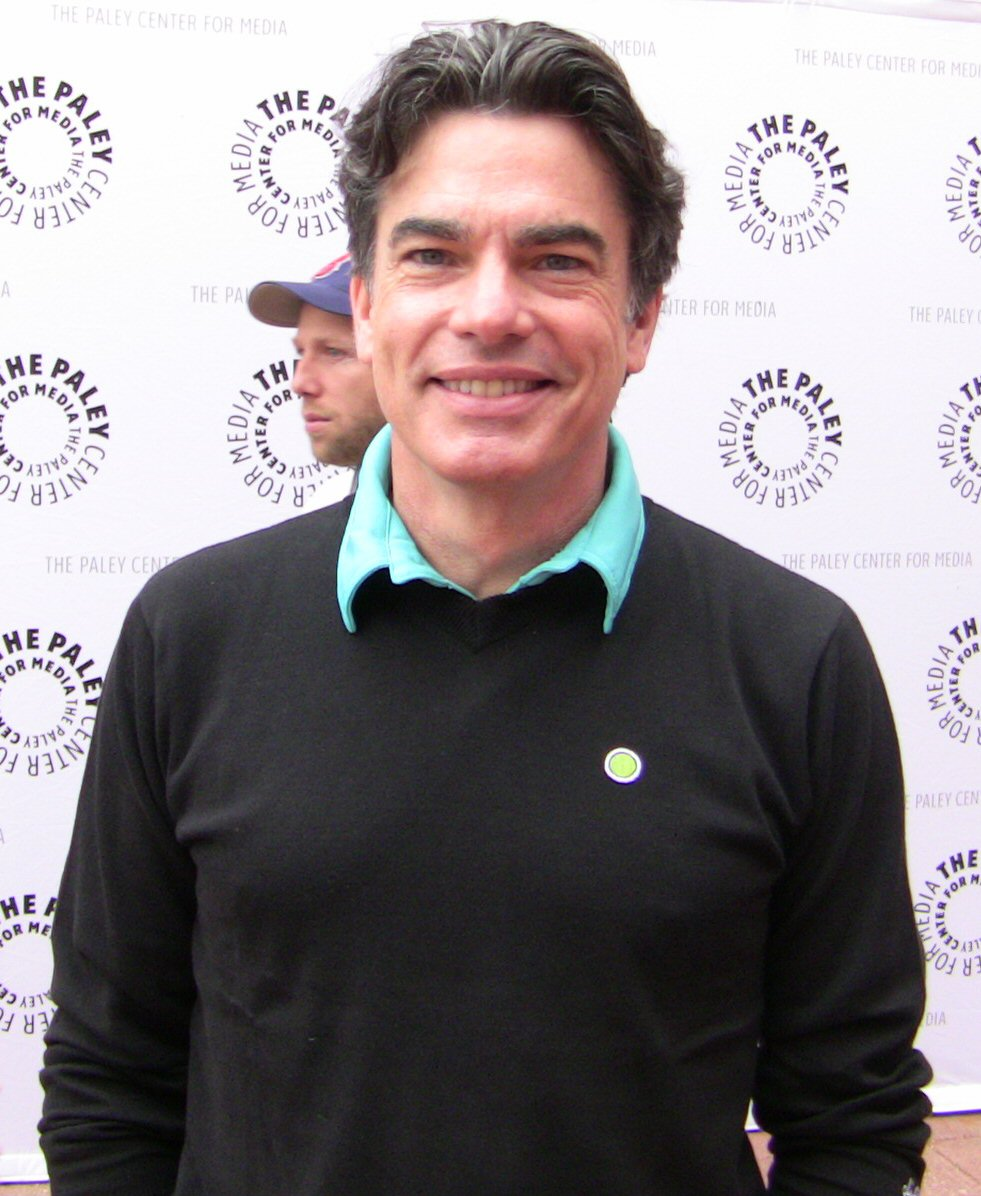
Sandy Cohen

### Sandy Cohen
Sanford "Sandy" Cohen è interpretato da Peter Gallagher, doppiato in italiano da Luca Ward. Di professione è un avvocato, di fede ebraica, cresciuto nel Bronx, il padre lo abbandonò, inoltre lui e sua madre hanno sempre avuto un rapporto distante, tanto che Sandy lasciò casa sua ancora molto giovane, per poi frequentare l'università di Berkeley con una borsa di studio. È lì che ha conosciuto la moglie Kirsten, di famiglia benestante, proveniente da un mondo completamente diverso dal suo, dal loro matrimonio è nato Seth. Quando frequentava l'università era un sostenitore della sinistra, ha contribuito a promuovere la campagna elettorale di Walter Mondale e Geraldine Ferraro. Marito passionale e romantico, nonché padre affettuoso, lui e la moglie si trasferiscono in una casa a Berkeley, per poi andare a vivere a Newport quando la madre di Kirsten si ammala. Sandy non ha mai accettato completamente la sua vita nell'ambiente altolocato di Newport frequentato da persone superficiali schiave del pregiudizio. Sandy inizia a lavorare come difensore d'ufficio, aiutare i bisognosi è lo scopo della sua vita, agisce sempre in linea con i suoi valori e i suoi principi morali, senza compromessi, disprezza la disonestà. Ha amici e contatti sia in polizia sia nell'ufficio del procuratore. Pur essendo un uomo socievole e simpatico, in una certa misura diffida sempre di tutti, e imbrogliarlo è pressoché impossibile. Tra i suoi passatempi ci sono il surf e il golf. La dedizione che mette nel suo lavoro lo porta però a non vedere i problemi che attanagliano la sua famiglia.
Assume la difesa legale di Ryan quando egli viene arrestato per il tentato furto di un'auto, e dato che la madre lo caccia di casa, Sandy lo invita a venire a vivere con lui a Newport, sia Sandy sia Kirsten si affezionano velocemente al ragazzo e decidono di ottenerne la potestà. Sandy lascia il suo lavoro di avvocato d'ufficio e accetta un impiego in uno studio legale più prestigioso, per poi licenziarsi e aprire uno studio tutto suo. Il matrimonio di Sandy entra in crisi quando la sua ex fidanzata Rebecca, che ora vive da latitante, viene a trovarlo a Newport in modo che Sandy possa riabilitare il suo nome, infatti Kirsten vede in lei una minaccia in quanto ancora innamorata di lui. Rebecca rinuncia a farsi aiutare e decide di scappare via; la sua partenza non migliora le cose tra Sandy e Kirsten, la quale è in preda all'alcolismo, anche perché Sandy si ostina a non voler accettare che il suo matrimonio è in crisi e preferisce ignorare il problema, almeno finché non capisce che la situazione è ormai insostenibile. Dopo la morte del padre di Kirsten (che non ha fatto che procurarle altro dolore), la convince a farsi internare in una clinica. Ora che il suocero è morto, Sandy decide di dirigere la sua compagnia edile, il Newport Group, e in particolare è interessato a portare a termine un progetto che gli sta particolarmente a cuore: un ospedale il cui servizio è rivolto a persone con un basso reddito. Quando Kirsten esce dalla clinica, lei e Sandy tornano a essere una coppia felice, ma lui inizia a trascurarla, ormai assorbito dai suoi nuovi impegni come imprenditore. Sandy scopre velocemente che far coesistere gli affari e l'integrità morale è molto difficile, tanto che per realizzare il progetto dell'ospedale deve accettare la collaborazione del losco dottor Henry Griffin, contro cui la procura sta costruendo un caso con l'accusa di corruzione. Sandy decide di dimettersi dal ruolo di amministratore del Newport Group, poiché capisce che gli stava togliendo tempo alla famiglia, e di aiutare la procura a incriminare Griffin.
Sandy riprende a lavorare come difensore d'ufficio, quando Ryan si allontana dalla famiglia in reazione alla morte di Marissa, uccisa involontariamente da Volchock, lo convince a tornare a casa, oltre a prestare assistenza legare a Volchock quando quest'ultimo si costituisce alla polizia. Sandy e Kirsten avranno una bambina, la piccola Sophie. Un terremoto colpisce Newport rendendo la villa inagibile, quindi Sandy torna a vivere nella sua vecchia casa a Berkeley insieme a Kirsten, Sophie e Ryan, lascia inoltre il suo lavoro di avvocato per insegnare legge all'università.

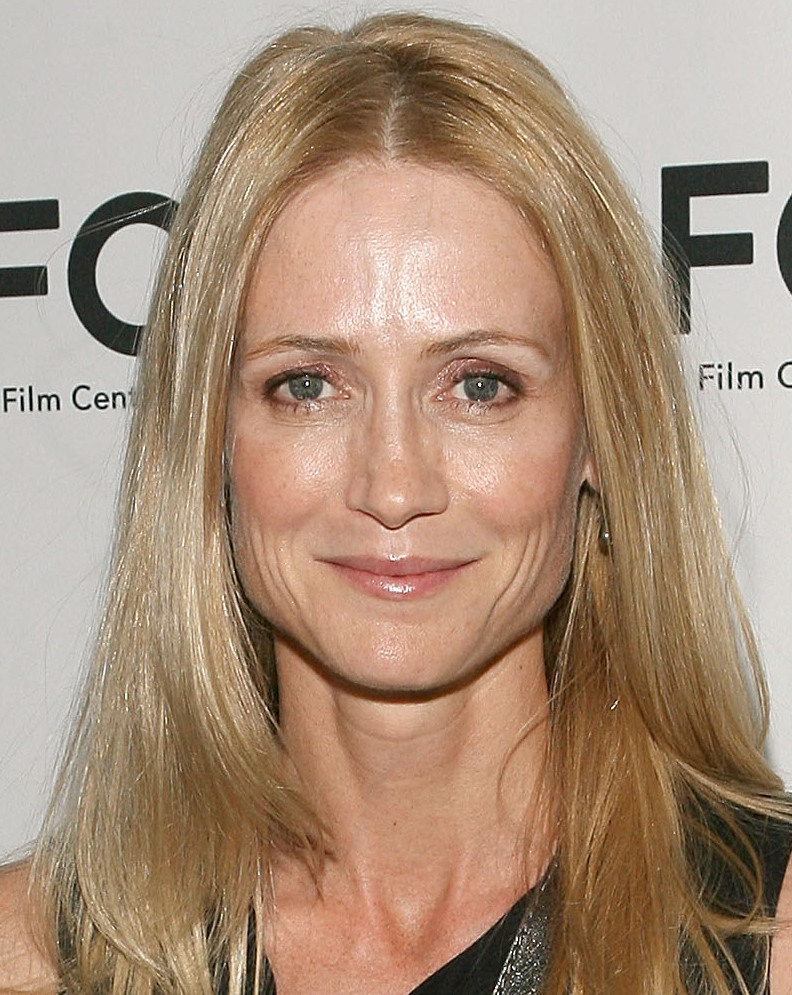
Kirsten Cohen

### Kirsten Cohen
Kirsten Cohen (nata Nichol) è interpretata da Kelly Rowan e doppiata in italiano da Monica Gravina. Cresciuta come privilegiata in una ricca famiglia di Newport, Kirsten è la figlia di Caleb Nichol, il quale ha fatto la sua fortuna nell'edilizia. Kirsten è una persona profondamente infelice, la principale causa è da ricercarsi nel brutto rapporto con il padre, il quale a ogni occasione non fa che sminuirla, oltre all'infelice matrimonio dei suoi genitori e all'alcolismo della madre. Kirsten purtroppo è alla costante ricerca dell'approvazione paterna. È una persona buona e comprensiva, ma ingenua, il cui pensiero alle volte risulta lontano dalla realtà cinica e egoista del mondo. Ha conosciuto il marito Sandy mentre frequentavano l'università di Berkeley; a quel tempo desiderosa di allontanarsi dall'influenza del padre e dallo stile di vita borghese a cui era abituata, si comportava da ragazza ribelle, e addirittura viveva in un furgoncino delle poste. Dopo il matrimonio lei e Sandy hanno avuto il loro primo figlio, Seth, per poi trasferirsi in una casa a Berkeley, ma quando la madre di Kirsten si ammala di tumore alle ovaie torna a Newport insieme a Sandy e Seth per aiutare il padre ad accudirla, e quando muore decide di rimanere lì insieme al marito e al figlio, lavorando insieme a Caleb nell'impresa di famiglia, il Newport Group come addetta allo sviluppo residenziale. Anche se Kirsten è una madre affettuosa, lei è il motivo dell'isolamento di Seth e della sua incapacità di stringere amicizie, infatti quasi a voler inconsciamente compensare il fatto che il padre l'ha sempre data per scontata, lei al contrario è una genitrice fin troppo apprensiva, e il suo desiderio di proteggere Seth ha avuto come sola conseguenza l'emarginazione del figlio dai suoi coetanei. È una buona amica di Jimmy, il suo vicino di casa che ai tempi del liceo era anche il suo fidanzato, oltre ad avere un controverso rapporto di rivalità/affetto con la moglie di lui, Julie, che in effetti è praticamente la sua migliore amica nonostante l'ambiguità di quest'ultima.
Quando Sandy porta a casa Ryan, al contrario degli altri, lei è l'unica in famiglia a non vedere di buon occhio la presenza del ragazzo, ma poi quando la madre di Ryan lo abbandona chiedendo a Kirsten di prendersi cura di lui, la donna lo accoglie in famiglia, poiché ha capito di volergli bene. Kirsten scopre che il padre tradiva la madre e ha avuto una figlia dalla sua amante. Kirsten infatti conosce la sua sorellastra Lindsay. L'aver scoperto delle infedeltà del padre, non fa che inasprire il rapporto con Caleb, inoltre lei e Sandy iniziano ad allontanarsi, tanto che la donna si avvicina al suo collega di lavoro Carter, innamorandosi di lui, ma decide di rimanere devota al marito. Carter lascia Newport, purtroppo la separazione da Carter per lei è devastante, tanto che inizia a bere, una sera ubriaca, rischia di morire mentre è al volante della sua auto. Kirsten affronta una vera parabola discendente quando anche il padre muore per un malore dopo che lui e Kirsten avevano ferocemente litigato, avendogli rinfacciato anni di rabbia repressa, adesso Kirsten vede nel suo alcolismo un rifugio dai suoi problemi e rischia di diventare sempre più simile a sua madre.
È solo grazie all'affetto della sua famiglia che trova il coraggio di farsi ricoverare nella clinica Suriak, dalla quale esce migliorata. Ritorna poi a casa, abbandona ogni desiderio di diventare la "donna perfetta", ma si concentra solo su ciò che la rende felice; lascia anche il lavoro al Newport Group, dopo aver capito di non aver mai amato la sua carriera. Kirsten e Julie aprono insieme un'agenzia di cuori solitari. Le cose tra lei e il marito si fanno più difficili quando Sandy prende il comando del Newport Group, cosa che lo porta a trasformarsi in un uomo più ambizioso, con il rischio di diventare un manipolatore ed entrare negli affari loschi; Kirsten ricomincia a bere, angosciata dalla paura che Sandy possa diventare come Caleb. Lei e il marito si riconciliano quando lui decide di lasciare il Newport Group e di dedicarsi solo alla famiglia. Kirsten scopre che Julie aveva iniziato a usare la loro agenzia di cuori solitari per nascondere i suoi affari illeciti: un giro di gigolò. La perdona, ma decide comunque di estrometterla, non ritenendo opportuno averla come socia.
Quando Kirsten scopre di aspettare una bambina, a prova del fatto che ormai lei e Sandy sono veramente una coppia unita, gli rivela che nel periodo in cui lei e Jimmy stavano insieme lui la mise incinta e scelse di abortire, Kirsten adesso ha la completa certezza che ama la sua vita e la sua famiglia, e che non rimpiange le scelte che ha fatto. Un terremoto colpisce Newport, rendendo la villa inagibile. Kirsten che ormai dava segno di non apprezzare più Newport e che ritiene che lasciare Berkeley sia stato un errore, torna a vivere nella sua vecchia casa con la sua famiglia. Proprio lì partorisce, dando alla luce Sophie. Dopo aver ricomprato la loro casa a Berkeley, Kirsten torna a viverci con Sandy, Ryan e Sophie.

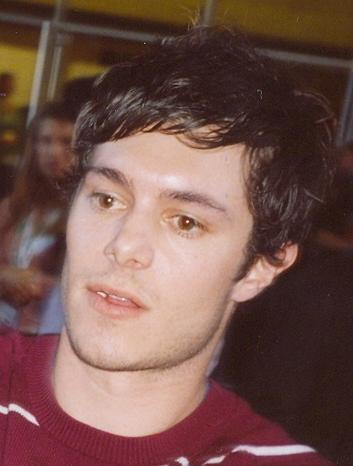
Seth Cohen

### Seth Cohen
Seth Ezekiel Cohen è interpretato da Adam Brody. In Italia è doppiato da Patrizio Cigliano. È il figlio di Sandy e Kirsten, come il padre è di fede ebraica, lui e la famiglia lasciano Berkeley per trasferirsi a Newport, ma Seth non ha mai apprezzato l'ambiente in cui vive, infatti i suoi compagni di scuola non fanno che emarginarlo. Incredibilmente sarcastico e abituato a pensare sempre in modo apatico, è un ragazzo con tanti difetti: è pigro, immaturo, nevrotico ed egocentrico; inoltre parla sempre a sproposito e risulta spesso inopportuno, ma malgrado i suoi numerosi difetti è una brava persona, pronto ad aiutare gli altri nel momento del bisogno. Esercita sulle ragazze un'attrattiva di cui nemmeno lui sembra essere consapevole. La sua passione è il disegno, ama i fumetti, il cinema giapponese, inoltre dà lezioni di barca a vela, ed è un fan dei Death Cab.
Innamorato fin da bambino di Summer, una delle ragazze più popolari della scuola che però ignora anche solo il fatto che lui esiste. Quando Sandy invita Ryan a vivere da loro, Seth lo prende subito in simpatia, reputandolo migliore degli altri ragazzi superficiali e arroganti di Newport, i due diventano amici e infatti Seth non può che essere felice quando i suoi genitori decidono di diventare i tutori legali di Ryan in modo che egli viva permanentemente con loro. Seth considera Ryan un fratello, per merito suo inizia ad attirare l'attenzione di Summer, che se in un primo momento lo trovava fastidioso, capirà di provare qualcosa per Seth, in qualche modo catturata dai sentimenti genuini che il ragazzo prova per lei. Contemporaneamente Seth attira l'attenzione di Anna, un'altra ragazza a cui fa anche da cavaliere al ballo delle debuttanti. Tra Seth, Summer e Anna inizia un triangolo amoroso, in un primo momento Seth intraprende una storia proprio con Anna la quale però lo lascia quando capisce che lui ama solo Summer. Finalmente Seth e Summer si mettono insieme e perdono la verginità; come Seth ha ammesso più volte Summer e Ryan sono le persone a cui più tiene.
Quando Ryan scopre che Theresa è incinta (pur non essendovi la certezza che il bambino sia proprio di Ryan) egli decide di lasciare Newport con lei, ciò per Seth sarà devastante, non accettando di perdere il suo unico amico e fratello, fugge di casa con la sua barca a vela stabilendosi a Portland facendosi ospitare da Luke e Carson, non mostrando molto riguardo per la sofferenza dei suoi genitori dovuta alla sua lontananza, lui e Summer hanno tentato una relazione a distanza ma alla fine si sono lasciati. Quando Theresa dichiara di aver perso il bambino, Ryan torna a Newport insieme a Seth, il quale tenta di riconquistare Summer. Quest'ultima adesso ha una storia con Zach, il quale come Seth ha la passione per i fumetti, ma al contrario è un giocatore di pallanuoto, affascinante e maturo: come afferma Seth la sua ex lo ha rimpiazzato con una versione migliore di lui. Seth intraprende una breve relazione con Alex, ragazza bisessuale, poi però lui e Summer ritornano insieme, infatti lei lascia Zach, poiché capisce di non poter amare nessuno come Seth. Desideroso di pubblicare un graphic novel che ha per trama la sua vita e quella dei suoi amici a Newport in uno sfondo supereroistico da lui disegnata con titolo Atomic County, inizia a lavorare a stretto contatto con Reed Carlson intenzionata a promuovere il suo progetto, ma assaporare il successo porta Seth a diventare più arrogante e meschino, tanto da abbandonare il progetto lasciandolo nelle mani di Zach, quando capisce che proseguendo per quella strada avrebbe solo perso Summer.
Quando Jack Hess espelle Ryan dalla scuola, Seth riesce con l'aiuto di Summer e del padre a farlo riammettere quando scoprono che Hess ha una relazione con Taylor Townsend. Proprio Taylor si infatua di Seth e tenta invano di allontanarlo da Summer, perché loro sono una coppia indistruttibile. Seth e Summer fanno entrambi domanda per l'università della Brown, l'idea di andare all'università e di lasciare Newport (anche a causa della paura del cambiamento) porta Seth a fare uso di marijuana, al punto che senza volerlo finisce con dare fuoco a un edificio. Seth non viene ammesso alla Brown (diversamente da Summer) ma grazie a Anna la sua domanda di ammissione per la Rhode Island School of Design viene accolta. Nonostante tutto, anche dopo il diploma, preferisce prendersi un anno sabbatico e trova lavoro in una fumetteria. Marissa è morta per colpa di Volchok e la paura di Seth è che Ryan voglia ucciderlo per vendicarla. I due vanno a cercarlo in Messico, ma è Seth che lo trova per primo e aiuta Volchok a fuggire prima che Ryan possa vendicarsi; inoltre lo convince a chiedere aiuto a Sandy, che riesce a convincere Volchok a costituirsi alla polizia. Seth, temendo di aver messo incinta Summer, le chiede di sposarlo e lei accetta, ma poi la ragazza scopre di non aspettare un bambino, e questo genera tra i due un po' di tensione, anche perché è evidente che pur amandolo, Summer non è più soddisfatta della sua vita.
Un terremoto colpisce Newport, e Ryan rischia di morire per via di una ferita a causa della grande quantità di sangue che ha perso, Seth lo porta in ospedale e gli dona anche il sangue salvandolo. Seth si rende conto che Summer ama l'attivismo, la incoraggia ad andare in viaggio per il paese, separandosi da lei. Prendono coscienza del fatto che devono allontanarsi l'uno dall'altra per poter crescere entrambi come persone: l'amore che li unisce trascende anche la distanza. Seth va alla Rhode Island School of Design e dopo alcuni anni lui e Summer si sposano, e Ryan gli fa da testimone.

### Marissa Cooper
Marissa Cooper è interpretata da Mischa Barton. In Italia è doppiata da Valentina Mari. Figlia di Jimmy e Julie, sembra incarnare la concezione della ricca ragazza della contea di Orange: bellissima, solare e dedita alla vita di comunità, molto popolare a scuola, gestisce il comitato per l'organizzazione degli eventi, oltre a dare il suo contributo nell'allestire le feste di beneficenza. Il suo romanzo preferito è On the Road, le piace la musica punk e i film romantici come Tutti insieme appassionatamente e Le pagine della nostra vita, inoltre si è dedicata ad alcune attività sportive come il tennis e l'equitazione. Tutto ciò è solo una facciata, Marissa è una ragazza triste e incompresa, ha problemi con le droghe, gli alcolici e il taccheggio, ciò è dovuto al brutto rapporto con la madre la quale, pur volendole bene, impiega più tempo nel voler controllare la sua vita piuttosto che comprenderne le sue vere esigenze. È una ragazza intelligente, ma la sua famigerata testardaggine la porta spesso dalla parte del torto, davanti ai problemi manifesta un atteggiamento ribelle e autodistruttivo, al punto da diventare brusca, arcigna e insensibile, ma a dispetto di tutto è una persona gentile, compassionevole e altruista.
Suo padre Jimmy è un consulente finanziario, Marissa vive una vita perfetta, è la prima persona che Ryan conosce quando si trasferisce a Newport, tra i due c'è subito una forte attrazione, anche se lei ha già un fidanzato, Luke, con il quale perde la verginità. Tutto le crolla addosso quando il padre dichiara bancarotta e vende tutto ciò che ha per ripagare i suoi debiti, dopo aver rubato denaro ai suoi stessi clienti. Inoltre durante un viaggio a Tijuana scopre che Luke la tradisce con altre ragazze; tenta il suicidio con alcolici e farmaci, ma è salvata da Ryan. I suoi genitori divorziano e quindi va a vivere col padre in un modesto appartamento, lei e Ryan diventano una coppia, dando inizio a una tormentata relazione. Avendo attirato l'attenzione di Oliver, un ragazzo psicotico infatuato di lei, riuscirà a manipolarla convincendola a lasciare Ryan, ma poi Marissa capisce la vera natura di Oliver quando lui tenta il suicidio, fortunatamente Ryan impedisce la tragedia. Il rapporto tra Marissa e Julie si fa più turbolento quando scopre che lei e Luke hanno avuto una relazione, inoltre il patrigno Caleb la costringe a venire a vivere con lui e Julie con la minaccia di non versare a Jimmy i soldi per l'acquisto di una proprietà.
Ryan si trasferisce a Chino con la sua ex fidanzata Theresa, ma poi torna a Newport, le cose tra lui e Marissa però non riescono ad aggiustarsi, lei inoltre intraprende una relazione prima con il giardiniere D.J. e poi con Alex, una ragazza bisessuale, anche se durano poco, infatti avevano più che altro lo scopo di provocare Julie. Marissa e Ryan tornano insieme ma l'arrivo di Trey (il fratello maggiore di Ryan) complica le cose, infatti è un ragazzo dal temperamento violento e impulsivo, arriva quasi a violentare Marissa, che comunque è stata capace di difendersi, Ryan dopo averlo saputo tenta di ucciderlo ma Trey dopo un violento scontro riesce a sopraffarlo e a quel punto Marissa gli spara ma senza ucciderlo. Marissa dopo l'accaduto inizia ad allontanarsi da Ryan legandosi al suo nuovo amico Johnny, ciò che li unisce è chiaramente un sentimento più profondo della semplice amicizia, ma poi Johnny muore cadendo da una scogliera mentre era ubriaco. La morte di Johnny è per lei troppo difficile da superare, Ryan inoltre decide di lasciarla dato che ormai non erano più felici insieme.
Marissa intraprende una relazione con Volchok, un delinquente violento, isolandosi dalla famiglia e dagli amici, tra droghe e cattive compagnie, infatti per sua stessa ammissione Volchok lo disgusta e l'unico motivo per cui sta con lui è per via della sua bassa autostima. In questo momento così difficile, viene messo in evidenza come il suo rapporto con Julie sia migliorato, infatti è proprio la madre che riesce a convincerla a rimettersi sulla giusta strada, inoltre lascia Volchok quando scopre che la tradisce. La sua domanda per l'università di Berkeley viene accolta ma, avendo preso coscienza del fatto che ormai ha subito traumi e ferite nella sua vita che l'hanno segnata, decide di non andare all'università e preferisce accettare il modesto impiego che il padre le ha offerto in viaggio per le isole greche. Dopo il diploma Marissa chiede a Ryan di accompagnarla all'aeroporto, essendo stata lei la prima persona che Ryan ha conosciuto a Newport, ci tiene che quest'ultimo sia l'ultima persona che vedrà prima della sua partenza, ma le cose non vanno come lei aveva previsto: mentre Marissa e Ryan sono in auto, Volchok (che non accetta la fine della loro storia) li tampona e li fa finire fuori strada. Marissa muore tra le braccia di Ryan.
Dopo la morte di Marissa, dopo aver vissuto come un latitante, Volchok decide di costituirsi per scontare la pena in carcere. Ryan riceve una lettera da Marissa, arrivata in ritardo per via di un disguido postale, dove lei ammetteva che, pur amandolo ancora, era necessario porre fine alla loro storia, dato che insieme non sarebbero mai stati capaci di costruirsi un futuro. Nell'ultimo episodio Ryan lascia Newport e Marissa gli appare come visione, a conferma che veglierà sempre su di lui e che ora non è più un doloroso fantasma del suo passato, ma un dolce ricordo, perché anche per merito suo Ryan è diventato una persona migliore.

### Summer Roberts
Summer Roberts Cohen è interpretata da Rachel Bilson. In Italia è doppiata da Paola Majano. Figlia di Neil Roberts, facoltoso chirurgo plastico, lei e il padre sono molto uniti, è una ragazza popolare e corteggiata. Ama le scarpe con tacco, ne ha un'intera collezione, ed è un'avida lettrice di riviste di gossip, come lei stessa ammette «vivo di shopping, tintarella e pettegolezzi»; tuttavia i suoi tratti frivoli svaniranno nel corso della serie, e si scoprirà che si trattava essenzialmente di un comportamento di facciata. È una ragazza altruista e generosa, pronta a tutto pur di aiutare la famiglia e gli amici, ma è anche una persona dal carattere forte, con un temperamento reattivo, e raccoglie sempre le provocazioni, oltre a innervosirsi facilmente. Esprime sempre il suo dissenso dicendo «che schifo». Ben poco si sa sulla madre: non ne parla quasi mai, abbandonò Summer quando lei aveva solo dodici anni senza dirle niente, ed è evidente che per lei è ancora una ferita aperta. Non ha mai mostrato molta simpatia per Gloria, la sua matrigna, da lei soprannominata Crudelia.
È la migliore amica di Marissa; all'inizio della serie appare come una ragazza amante delle feste e del divertimento, e in un primo momento maturerà un certo interesse per Ryan quando egli si trasferisce a Newport, ma poi inizia a provare dei sentimenti per Seth, da sempre innamorato di lei anche se per Summer lui è sempre stato invisibile. Avvicinandosi a Seth e Ryan abbandona i suoi modi da ragazza superficiale, rivelandosi una persona buona e disponibile. All'inizio Seth inizia una relazione con Anna, ma poi lei lo lascia, perché capisce che Seth ama solo Summer. I due si mettono insieme e lei perde la verginità. Quando Ryan lascia Newport, Seth reagisce malissimo, tanto da fuggire lasciando sola Summer, la quale dà inizio a una storia con Zach. Anche quando Ryan e Seth tornano a Newport, Summer sembra poco desiderosa di tornare con il suo ex, dato che ormai lei lo vede solo come un ragazzo egoista e non curante dei sentimenti altrui. Inizia un lungo triangolo amoroso tra Summer, Seth e Zach, ma alla fine la ragazza torna con Seth perdonandolo, consapevole di non poter amare nessun altro.
Summer ospita a casa sua Marissa (che ora vive accampata dalla sua migliore amica ed è iscritta alla scuola pubblica) e inizia a rivaleggiare con Taylor Townsend per la carica che prima apparteneva a Marissa, ovvero quella di organizzatrice degli eventi, e nonostante non ne sappia niente di attività sociali, Summer si propone e con un po' di intelligenza e l'aiuto di Seth guadagna abbastanza punti per essere tifata da tutti. Taylor cerca di portarle via Seth, ma poi si mette l'anima in pace, e gradualmente lei e Summer diventano amiche, anche grazie all'aiuto di Taylor riesce a far riammettere Marissa a scuola. Con il diploma sempre più vicino per la prima volta Summer inizia a dare uno sguardo al suo futuro accademico, desiderosa di esplorare pienamente le sue potenzialità, scopre di aver preso un voto altissimo al SAT (il test d'ammissione al college). Lei e Seth fanno entrambi domanda per l'università della Brown, e infatti Summer viene ammessa, ma stranamente Seth decide di lasciarla spezzandole il cuore. Summer e Seth tornano insieme quando lui le rivela che non è stato accettato alla Brown, la sua paura era quella di non essere alla sua altezza, o peggio di esserle di peso, in ogni caso anche grazie all'aiuto di Anna lui viene ammesso alla Rhode Island School of Design in modo che Seth e Summer possano comunque frequentare l'università nello stesso Stato.
Dopo la morte di Marissa si trasferisce all'università a Providence, non accettando la morte dell'amica decide di dedicarsi anima e corpo all'attivismo, per la difesa degli animali e dell'ecosistema, ciò la porta ad allontanarsi da Seth. Quando Volchok (colui che ha causato la morte di Marissa) viene arrestato, Summer trova il coraggio di superare la morte dell'amica, ma anche se in principio l'attivismo era solo un pretesto per non affrontare il dolore, capisce che è una causa in cui crede veramente. Viene sospesa dall'università per aver rubato dei conigli da un laboratorio di ricerca, torna quindi a Newport mentre il padre si trasferisce a Seattle, la ragazza divide la sua cosa con Julie, Kaitlin e Taylor. Seth le chiede di sposarla, temendo di averla messa incinta, questo genera dell'imbarazzo quando Summer scopre di non essere in dolce attesa, tra l'altro pur non avendo nessun dubbio sul fatto che Seth è la persona con cui vuole passare la sua vita, non è pronta per il matrimonio. È sempre più evidente che Summer è cambiata come persona, ciò che prima la appassionava adesso per lei è insignificante, e sebbene il periodo di sospensione sia finito, lei e Seth decidono di non partire insieme per il Rhode Island: grazie a un blog da lei aperto a favore della difesa delle foche, si fa notare da G.E.O.R.G.E. (gruppo etico operativo risorse geo energetiche) che le offre di unirsi al loro gruppo, girando per nove mesi tra le università dell'America, a promuovere l'attivismo, vivendo su un pullman. Summer accetta esortata proprio da Seth, il quale ha capito che per ora è meglio mettere un po' di distanza da lei, con la consapevolezza che a dispetto della lontananza il loro è un amore inossidabile. Seth e Summer dopo alcuni anni si sposano e Taylor le fa da damigella.

### Julie Cooper
Julie Cooper è interpretata da Melinda Clarke. Julie è doppiata Anna Cesareni. È la madre di Marissa e Kaitlin, non sappiamo il suo cognome, è cresciuta nei modesti quartieri del Riverside, si innamora di Jimmy il quale al contrario di lei è il rampollo nella Newport altolocata: Jimmy la mette incinta e nasce Marissa, i due si sposano e poi dopo alcuni anni nasce Kaitlin. L'aver sposato Jimmy permette a Julie di spalancare le porte a un mondo di privilegi e opulenza che per lei erano in principio irraggiungibili. Raramente frequenta i genitori e la sorella, anche perché pare disprezzare il ricordo delle sue umili origini. In apparenza sembra una donna avida, arrivista e manipolatrice, ma è anche forte di carattere, combattiva e intelligente, non si lascia mai abbattere dalle avversità, dà l'impressione di essere pronta a tutto pur di ottenere quello che vuole, ma sa rispettare i limiti morali invalicabili. Ama le sue figlie sopra ogni cosa, ciò che più desidera è dare a entrambe i privilegi che a lei sono mancati in giovane età. È un po' ostile con Kirsten, l'ex fidanzata di Jimmy (da cui il marito in parte è ancora attratto), ma nel profondo le vuole molto bene, Kirsten è la sua amica più sincera.
Dal momento in cui Ryan viene adottato dai Cohen trasferendosi a Newport, Julie lo vede subito come una minaccia, complice il fatto che Marissa prova dei sentimenti per lui: è implicito che Julie si identifica con Ryan il quale rievoca il  passato da cui si è distanziata dal momento che anche Ryan proviene da quartieri tutt'altro che privilegiati, infatti tenta in vari modi di osteggiare la relazione tra Ryan e Marissa. Ben altri problemi però distruggono la serenità di Julie, il marito dichiara bancarotta e deve vendere tutto ciò che ha per coprire i suoi debiti. In realtà Jimmy ha rubato i soldi dei suoi clienti per soddisfare gli inutili capricci economici della moglie. Julie, pur amandolo ancora, divorzia da lui, perché non lo può perdonare di averla privata della stabilità economica a cui era abituata. Ottiene l'affidamento di Kaitlin, mentre Marissa preferisce trasferirsi dal padre, il rapporto tra lei e la figlia entra in piena crisi quando Marissa scopre che Julie ha avuto una breve relazione con Luke (l'ex ragazzo di Marissa). Julie sposa Caleb, il facoltoso padre di Kirsten, il quale con un ricatto costringe Marissa a vivere con loro.
L'illusione di aver trovato sicurezza e stabilità come moglie di Caleb dura poco, Julie scopre che il marito è sotto accusa dalla procura, lei e Jimmy intanto tentano di essere amici, e in effetti spronata dall'ex marito, convince Caleb a nominarla amministratrice delegata ad interim della sua compagnia. Tra Jimmy e Julie scoppia la passione, e i due tornano a essere amanti, ma Jimmy ritenendo che tutto ciò non porterebbe a nulla di buono, lascia Newport per trasferirsi alle Hawaii. Julie decide di lanciare una rivista, Newport Living ma il passato torna a tormentarla: il suo ex fidanzato Lance vuole dei soldi e in cambio non farà circolare un video pornografico che vede Julie come protagonista, lei lo girò da ragazza quando le serviva del denaro per aiutare la sorella e la madre. Julie è costretta a chiedere a Caleb i soldi che Lance esige per i diritti del video, ma lui si rifiuta di darglieli e quindi Lance mostra il video alla festa per promuovere il lancio della rivista, umiliando Julie. Quest'ultima benché fosse arrabbiata con Lance, lo perdona, anche perché pure lui è pentito di ciò che ha fatto e ha capito di aver esagerato. Julie viene rimossa dal titolo di amministratrice delegata, e come se non bastasse Caleb muore a causa di un infarto.
Jimmy ritorna a Newport, apparentemente ciò che desidera è ricostruire la sua famiglia, lui e Julie ritornano insieme, ma in realtà lui mira a impossessarsi del patrimonio di Caleb che spetterebbe a Julie come vedova, ma alla lettura del testamento tutti i presenti scoprono che Caleb non aveva più soldi, quindi Jimmy, che ha contratto un pesante debito, scappa via, lasciando Julie da sola. La donna si vede costretta a vivere in una roulotte, benché fosse tentata di appropriarsi dei soldi della comunità raccolti tramite un'asta di beneficenza con la complicità dell'astuta truffatrice Charlotte Morgan e con l'aiuto di una Kirsten ignara di tutto, sceglie la via dell'onestà, capendo che l'amicizia e la stima di Kirsten sono ciò che più conta per lei. Kirsten e Julie decidono di mettersi in affari insieme e aprono un'agenzia per cuori solitari. Julie e Neil si innamorano e lui la invita a vivere nella sua casa, Julie si trasferisce lì insieme a Marissa e Kaitlin. Ormai il rapporto tra Julie e Marissa è decisamente migliorato, la figlia ha imparato ad apprezzarla come persona.
Julie, devastata dalla morte di Marissa (uccisa involontariamente da Volchok) mostra due facce: da una parte appare come una persona spensierata e senza problemi, per poi diventare distante e indifferente a tutto quello che la circonda; Neil, consapevole di non poter fare nulla per aiutarla, decide di lasciarla e parte per Seattle. Ormai per Julie solo la vendetta sembra avere un senso: all'inizio tenta di forzare Ryan a uccidere Volchok, ma poi si rassegna, lasciando che quest'ultimo venga arrestato, e riesce a superare la morte della figlia. Neil permette a Julie e Kaitlin di vivere nella sua villa, dividendola con Summer e Taylor. Julie decide di monetizzare attraverso un giro di gigolò, tenendo Kirsten all'oscuro di tutto, usando proprio la loro agenzia di cuori solitari come copertura. Due uomini entrano nella vita di Julie, ovvero il miliardario Gordon Bullit, e Frank (il padre biologico di Ryan) il quale proprio grazie a Julie mette le basi per riallacciare il rapporto col figlio. Quando Kirsten scopre dei gigolò che collaboravano segretamente con Julie, decide di estrometterla dalla società, ma rimanendo comunque sua amica. Frank e Julie diventano una coppia, anche Ryan sostiene il loro amore, a prova del fatto che ormai lui e Julie hanno superato i contrasti che in principio avevano ostacolato il loro rapporto.
Julie scopre di aspettare un bambino da Frank, quest'ultimo terrorizzato decide di lasciarla e lei accetta di sposare Gordon, ma poi Frank (pentito di ciò che fatto) implora il suo perdono. Julie decide di non sposare né Gordon né Frank, e di crescere il bambino con l'aiuto di Kaitlin, consapevole che per troppo tempo si è nascosta dietro agli uomini come pretesto per non essere indipendente. Julie riprende a studiare, riesce anche a laurearsi, inoltre è rimasta in buoni rapporti di amicizia con Gordon e Frank.

### Jimmy Cooper
Jimmy Cooper è interpretato da Tate Donovan. In Italia è doppiato da Gianni Bersanetti. È il padre di Marissa e Kaitlin, avute entrambe dal suo matrimonio con Julie, effettivamente la sposò dopo averla messa incinta di Marissa, a quanto pare il padre di Jimmy disapprovò la loro storia. Cresciuto nel jet set di Newport, lui e Kirsten stavano insieme ai tempi del liceo, ma lei lo lasciò, tuttora sono comunque in buoni rapporti, ed è un buon amico del marito di lei, Sandy. Jimmy è una persona buona e semplice, ma è debole di carattere; è un uomo che si è sempre dimostrato inaffidabile, a cui manca il senso pratico delle cose, e ciò lo porta a comportamenti irresponsabili.
Jimmy Cooper, nel suo ruolo di agente di cambio, si occupa di amministrare i titoli azionari di numerosi residenti di Newport Beach. Jimmy stesso partecipa agli investimenti. In ogni caso, un'agitazione dei titoli azionari lo lascia in una situazione finanziaria disastrosa, che lo porta a svendere le azioni dei clienti e intascarsi i guadagni, principalmente per accontentare le superficiali esigenze economiche della moglie. La US Securities and Exchange Commission istruisce un'inchiesta su di lui, infine ciò che ha fatto viene allo scoperto nella maniera più umiliante: uno dei suoi clienti, Greg Fisher, gli estorce la confessione durante il ballo delle debuttanti picchiandolo davanti a tutti dopo che Jimmy aveva ammesso di aver perso il denaro che gli aveva affidato. Sandy in veste di avvocato assume la sua difesa evitandogli la galera. Comunque, Jimmy viene costretto a ripagare i clienti dei danni loro causati e inoltre a dichiarare bancarotta. Nello stesso periodo la moglie Julie, più interessata al patrimonio che a lui, chiede il divorzio e accetta in seguito la proposta di matrimonio di Caleb.
Jimmy si trasferisce in un piccolo appartamento non molto distante dalla sua vecchia villa e prova a ricominciare una nuova vita, Marissa decide di andare a vivere con lui.
Insieme a Sandy investe in un ristorante, il “Lighthouse”, anche perché dall'essere un membro stimato della comunità, ormai è stato emarginato da tutti in quanto nessuno vuole più offrirgli un impiego, nemmeno i più modesti. È costretto a vendere le sue quote a Caleb, dato che il ristorante non poteva essere aperto in virtù del fatto che non è stata concessa la licenza per gli alcolici, in particolare a negarla è stato un ispettore che era tra i clienti truffati da Jimmy, il quale si è preso una rivincita contro di lui. In seguito Sandy e Jimmy scoprono che era stato Caleb a usare i suoi agganci per negare la licenza per ottenere la proprietà e rivenderla a prezzo maggiore. Il piano di Caleb fallisce, ma in ogni caso, grazie alla vendita delle sue quote, Jimmy si ritrova nuovamente ricco, ed è in grado di comprare una piccola villa a Newport Beach nella quale intende trasferirsi con Marissa. Quest'ultima però, ricattata da Caleb, si trasferisce nella nuova casa che Caleb ha comprato per lui e Julie con la minaccia di non versare i soldi a Jimmy per l'acquisto delle quote.
Intraprende una relazione con Hailey Nichol, sorella minore di Kirsten, ormai vive nella barca da lui comprata, si mantiene di rendita per merito dei suoi investimenti, quella che conduce è ormai un'esistenza godereccia. Però dopo poco tempo Hailey decide di lasciarlo e di partire per il Giappone in seguito a un'offerta di lavoro anche se Jimmy era disposto a seguirla. Abbandonato, Jimmy riallaccia i rapporti con Julie, e finisce per diventarne l'amante. Quando Marissa lo scopre disapprova totalmente la condotta del padre, da lei ritenuta sconsiderata e puerile; Jimmy è costretto a darle ragione, capendo che pur amando Julie, deve lasciare Newport, e dunque parte per Maui.
Ritorna quando Caleb muore, a quanto pare ciò che vuole è prendersi cura di Julie e Marissa e ricostruire la loro famiglia. Jimmy chiede a Julie di sposarlo e lei accetta felicemente, Sandy però è l'unico a non fidarsi di lui capendo che nasconde un secondo fine: i suoi sospetti si rivelano fondati, Jimmy vuole i soldi di Caleb di cui Julie dovrebbe essere la beneficiaria in qualità di vedova di Caleb. Jimmy si ritrova infatti in una situazione molto simile a quella che in principio lo portò in rovina, deve dei soldi a un uomo di nome Don, quest'ultimo era stato convinto da Jimmy a investire il denaro ricavato dalla vendita della sua barca in alcuni titoli che poi sono falliti. Jimmy prova ripetutamente a guadagnare tempo, ma inutilmente infatti alla lettura del testamento tutti i presenti scoprono che Caleb aveva perso tutti i suoi soldi. Jimmy, ormai disperato, tenta la fuga senza dire nulla a Julie, ma Don e i suoi amici lo picchiano con estrema brutalità. Proprio il giorno in cui Jimmy e Julie avrebbero dovuto risposarsi, lui lascia Newport, congedandosi da Marissa, chiedendole di dare a Julie l'anello di fidanzamento, anche se Jimmy la ama sinceramente non può essere il marito di cui lei ha bisogno. Jimmy prima di partire si scusa con Marissa per non essere stato un bravo padre.
Jimmy viene più volte menzionato, attualmente si guadagna da vivere vendendo imbarcazioni di lusso, ma non farà più ritorno a Newport anche perché Marissa era stata chiara sul fatto che non era più il benvenuto alla luce di tutto il dolore che ha procurato alla sua famiglia. Lui e Kaitlin hanno un rapporto molto distante, infatti Jimmy non è una figura molto presente nella sua vita.

### Caleb Nichol
Caleb Nichol è interpretato da Alan Dale e doppiato in Italia da Pietro Biondi. È il padre di Kirsten e Hailey, è uno degli uomini più potenti di Newport, ha fondato l'impresa edile Newport Group. Caleb ha ottenuto il successo con ogni tipo di illecito, tra frodi immobiliari e spionaggio industriale, tanto che più volte si è fatto nemico l'ufficio della procura, come lui stesso afferma, Newport gli appartiene. È un donnaiolo, ama frequentare donne più giovani di lui, ma non si lega a nessuna, per lui la defunta moglie era il suo grande amore, ma il loro era un matrimonio infelice, lei beveva in continuazione dato che Caleb non faceva che procurarle dispiaceri, anche il rapporto con le figlie è sempre stato disastroso: non ha mai gratificato Kirsten, umiliandola e non facendola sentire all'altezza del padre, invece nel caso di Hailey l'ha sempre viziata impedendole di responsabilizzarsi. Caleb ha sempre amato la sua famiglia, ma non è mai stato in grado di essere né un buon padre né un buon marito, lui è il vero motivo per cui la sua famiglia è sempre stata infelice. In alcuni casi si rivela un padre cordiale e affettuoso, ma la sua arroganza e la sua indole manipolatrice non gli hanno mai permesso di coltivare un lieto e appagante rapporto con le persone a lui vicino, per Caleb i legami affettivi sono come una transazione commerciale: conta solo il risultato ma soprattutto esige di esercitare sempre il suo controllo sulle persone. Caleb ammette più volte di non andare orgoglioso dei suoi comportamenti, ma non ha la forza per essere una persona migliore. Sandy è l'unico che ha il coraggio di tenergli testa, ammettendo spesso con disinvoltura che il suocero lo disgusta, in ogni caso Caleb lo stima e in fondo vede in Sandy un amico. Vuole bene a Seth pur reputandolo una persona insignificante, e ha una bassissima considerazione di Ryan, per lui è solo un teppista e un arrampicatore sociale.
Caleb intraprende una relazione con Julie, chiedendole di sposarlo, e lei accetta, non tanto per amore ma per la soddisfazione di sposare un uomo ricco e potente, Caleb le compra anche un'enorme villa con piscina dove potranno vivere insieme. Sandy e Jimmy cercano di aprire un ristorante ma non ci riescono a causa della licenza per gli alcolici che gli è stata negata, dunque Caleb compra le quote del ristorante per un'elevata cifra, e costringe Marissa a venire a vivere con lui e Julie con la velata minaccia di ritirare l'offerta vantaggiosa che ha fatto a Jimmy. Sandy scopre che era stato Caleb a impedire che la licenza per alcolici venisse accordata, il suo piano era quello di impedire l'apertura del ristorante, mettendo Sandy e Jimmy nella posizione di cedergli la proprietà, e rivenderla al miliardario Robert Campbell. Il piano fallisce dato che Sandy ha bloccato la vendita alla luce della frode che Caleb stava per commettere e scopre che la vendita della proprietà era un tentativo di risollevarsi dalla sua disastrosa situazione finanziaria: Caleb ha perso quasi tutti i suoi soldi a causa di alcuni pessimi investimenti.
Caleb rischia la galera, la procura vuole accusarlo di corruzione per favoreggiamenti edili, a quanto pare ha versato regolarmente delle somme di denaro a un ispettore municipale di nome Renèe Wheeler. Sandy assume il caso e tenta di aiutare il suocero, scoprendo così un segreto che Caleb si porta dietro da anni: lui aveva tradito la moglie con Renèe, dalla quale ha avuto una figlia illegittima, ovvero Lindsay, il denaro che versava a Renèe era solo un vitalizio per aiutarla a mantenere la figlia. Il rapporto tra Caleb e Kirsten non fa che aggravarsi, oltre al fatto che non gli perdona il fatto di aver tradito la madre, Caleb l'ha umiliata negandole il seggio di amministratrice delegata del Newport Group preferendo a lei Julie. Convinto da Ryan e Kirsten, decide di fare un tentativo per allacciare un rapporto con Lindsay, dato che per anni l'ha esclusa dalla sua vita, in breve si affeziona a lei. Caleb, litigando con Ryan, accusa per la prima volta un infarto, riesce fortunatamente a salvarsi, Lindsay lo accudisce con premura, e Caleb decide di riconoscerla come sua figlia davanti a tutta la comunità di Newport e citarla nel suo testamento. Però, convinto da Julie, prima di farlo impone a Lindsay un test del DNA solo per avere la certezza che lei è veramente sua figlia: proprio quando sembrava che Lindsay rappresentasse l'ultima possibilità per Caleb di diventare una persona migliore, egli dà prova di non poterla amare incondizionatamente senza la prova che loro sono realmente padre e figlia, nonostante l'affetto con cui Lindsay lo aveva trattato. Quest'ultima accetta di fare il test del DNA che infatti prova che lei è veramente sua figlia, ma nonostante tutto Lindsay, dopo aver capito che Caleb è solo un fariseo, ormai disaffezionata a lui, lascia Newport e parte con la madre per Chicago. Per lei è imperdonabile il fatto che Caleb abbia preteso quel test del DNA a prova del fatto che non la amava sufficientemente da accettarla nella sua vita senza la certezza che fosse sua figlia biologica, e lo abbandona per sempre, benché Caleb sia sinceramente pentito del suo comportamento.
Dato che ormai il matrimonio di Caleb e Julie è diventato inesorabilmente infelice e senza soddisfazioni, decidono di divorziare, i due trascorrono un'ultima notte insieme nella loro villa, divertendosi in amicizia, ma poi Caleb mentre era sul bordo della piscina viene colpito per la seconda volta da un infarto, e cade in acqua morendo: ironicamente, come aveva sottolineato Caleb prima di morire, da quando aveva comprato la villa non si era mai avvicinato alla piscina. Dopo la morte di Caleb si viene a conoscenza del fatto che non aveva più soldi, tutto ciò che aveva è stato venduto per coprire le sue passività. Aveva lasciato una lettera a Kirsten, dove le esprimeva tutto l'affetto che provava per lei e scusandosi per tutto il male che le ha procurato. Se da una parte Kirsten è commossa nel leggere quelle parole, dall'altra è dispiaciuta dato che quando Caleb era vivo, non è mai stato capace di pronunciare delle parole tanto belle per lei. Kirsten, dopo la morte del padre, trova un po' di sollievo, benché sia innegabile che Caleb come genitore abbia commesso tantissimi errori, Kirsten capisce però che lei stessa stava per autocondannarsi a un'esistenza infelice, dopo aver commesso troppe volte lo sbaglio di cercare ossessivamente l'approvazione di Caleb, ormai rassegnata al fatto che lei e il padre non siano stati capaci di colmare la distanza emotiva che li ha sempre divisi.

### Luke Ward
Luke Ward è interpretato da Chris Carmack. In Italia è doppiato da Riccardo Niseem Onorato. È il fidanzato di Marissa, quando Ryan si trasferisce a Newport, Luke lo prede subito di punta, avendo notato per primo la lampante attrazione tra lui e Marissa, è infatti un ragazzo geloso e possessivo. Nelle sue prime apparizioni Luke viene presentato come l'esatta antitesi di Ryan, quest'ultimo è costantemente vittima dei pregiudizi dovuti alla sua provenienza (i malfamati quartieri di Chino) al contrario Luke è un ragazzo popolare a Newport, sia tra i membri della comunità sia tra i suoi compagni di scuola, la sua è una famiglia molto ricca, ed è un atleta rispettato, gioca sia nella squadra di calcio sia in quella di pallanuoto del liceo che frequenta, oltre a essere una persona arrogante, spocchiosa e prepotente. In più di un'occasione Ryan e Luke si sono scontrati facendo a pugni.
La storia tra lui e Marissa entra in crisi dato che lei è visibilmente attratta da Ryan, inoltre è evidente che Luke e Marissa sono troppo diversi, lui non è in grado di capirla, oltre al fatto che Marissa, che ormai sta con Luke più per abitudine che per amore, sente il desiderio di aprirsi ad altre esperienze. Anche se Marissa capisce di amare Ryan, impulsivamente decide di perdere la verginità con Luke. Proprio quando le cose sembravano sul punto di aggiustarsi tra loro, durante un viaggio a Tijuana, Marissa sorprende Luke a baciare un'altra ragazza, Holly, scoprendo proprio da quest'ultima che Luke da tanto tempo la tradisce con altre ragazze. Davanti a questa rivelazione Marissa tenta il suicidio con un'overdose da farmaci, si salva solo grazie a Ryan, Seth e Summer. Viene ricoverata in ospedale e non vuole più avere nulla a che fare con Luke. Quest'ultimo sinceramente dispiaciuto, tenta di riconquistarla, ma lei pur decidendo di perdonarlo, preferisce chiudere la loro relazione. Ormai è innamorata di Ryan e infatti i due si mettono insieme; Luke decide di rispettare le sue volontà.
Luke e Ryan casualmente scoprono che Carson (il padre di Luke) è gay, e quando la verità sulla sua omosessualità fa il giro di Newport, Luke viene deriso dai suoi compagni di scuola, in un primo momento arriva a odiare il padre per tutti gli anni di bugie, ma poi lo perdona. Questa esperienza lo rende una persona migliore. Diventa un buon amico di Seth e Ryan. Quando quest'ultimo affronta diversi problemi personali e con Marissa a causa delle manipolazioni di Oliver, Luke è l'unico del gruppo a credergli e a spalleggiarlo, tanto da raccogliere informazioni che dimostrino come l'amico abbia ragione su Oliver. Luke finisce a letto con Julie, la madre di Marissa, e quando quest'ultima lo scopre, torna a disprezzare Luke sentendosi umiliata e ferita. Quando Julie accetta la proposta di matrimonio di Caleb, Luke ne rimane sconvolto, tanto che, ubriaco, si mette al volante dell'auto rischiando di morire in un incidente, viene ricoverato in ospedale, fortunatamente sopravvive. I suoi genitori divorziano e quindi Carson si trasferisce a Portland e Luke decide di seguirlo, perché capisce che è il solo modo per alleviare le sofferenze di Marissa, dato che lei soffrirebbe anche solo a causa della sua presenza, ma anche perché a Newport Luke non ha più prospettive. Marissa lo perdona nonostante gli errori che Luke ha commesso, infine si separa da Ryan e Marissa in amicizia.
Luke e Carson danno ospitalità a Seth nel breve periodo in cui lui ha vissuto a Portland, adesso Luke conduce una nuova vita, è decisamente un ragazzo più sereno rispetto a com'era in passato, ora ha una nuova fidanzata, e lavora in una zona balneare.

### Taylor Townsend
Taylor Townsend (de Momourant prima del suo divorzio) è interpretata da Autumn Reeser. In Italia è doppiata da Ilaria Latini. È la migliore studentessa della sua scuola, membro del comitato per l'organizzazione degli eventi, lavorando al fianco di Marissa la quale è la presidentessa, anche se Taylor ritiene di aver sempre svolto il suo incarico con maggior abnegazione rispetto a lei e di essersi sobbarcata più lavoro e responsabilità. È una ragazza solitaria, non per sua scelta, ma solo perché non è brava a farsi degli amici, essendo egocentrica e manipolatrice, come lei stessa afferma «sono un ginepraio umano». I suoi genitori hanno divorziato, vive con la madre che non fa che umiliarla, Taylor non è mai stata all'altezza delle sue aspettative, il padre invece ha un'altra famiglia, vive a San Diego, lui e la figlia non si vedono quasi mai. Taylor nel profondo è una ragazza dolce, simpatica, passionale, altruista e sensibile, il suo peggior difetto è quello di innamorarsi facilmente degli uomini che le prestano attenzioni o quando sono gentili con lei (al punto da arrivare allo stalking), ciò è dovuto al cattivo rapporto con la madre e al senso di abbandono. Anche se è piuttosto smaliziata, per lei è fondamentale non confondere mai la passione con l'amore, crede nel romanticismo. È di fede cristiana, infatti per sua stessa ammissione ha fatto il catechismo, pertanto sa recitare i passi della Bibbia, è multilingue sa parlare il coreano, lo spagnolo e il francese, conosce anche le locuzioni latine, tra i suoi passatempi preferiti ama tradurre le poesie scritte in lingua straniera, inoltre le piace citare William Shakespeare, tra le altre sue passioni ci sono la fantascienza e gli anime giapponesi, cosa che la accomuna a Seth.
Quando il nuovo Garante della Disciplina, Jack Hess, espelle Marissa e Ryan, Taylor ne approfitta per ambire alla carica di presidentessa dell'associazione studentesca. Il successo di Taylor è iniziato della caduta di Marissa da quando ha sparato a Trey Atwood in modo da difendere il suo ragazzo, Ryan. Con l'influenza sempre maggiore che Taylor conquista nell'ambiente scolastico, un'altrimenti riluttante Summer compete contro di lei per la posizione di presidentessa dell'associazione studentesca e riesce in un primo momento nel suo intento, ma grazie a un astuto piano di Hess e Taylor, quest'ultima riesce a rubarle la posizione. Ironicamente proprio Taylor è il motivo per cui Ryan riesce a farsi riammettere a scuola, dato che Summer e Seth scoprono che lei e Hess sono amanti, e quando lo riferiscono a Sandy, egli costringe Hess a dare le dimissioni e a revocare l'espulsione di Ryan. Seth si rende conto che, pur essendo una persona mondana, Taylor è sempre vista dall'alto in basso dai suoi compagni, tutti la ritengono una ragazza noiosa, praticamente non ha amici. Seth tenta di legare con lei, mostrandosi gentile, tanto che Taylor si prende una cotta per lui; cerca di conquistarlo ma senza successo e infine accetta che lui sia innamorato solo della sua fidanzata Summer.
Quando Seth e Summer tentano di far tornare Marissa e vanno da Taylor per chiederle di trovare più nomi per la loro petizione per reintegrare Marissa, Taylor rifiuta perché a capo dei genitori che hanno fatto pressioni per la sua espulsione c'è sua madre, la quale tra l'altro spinse per l'espulsione di Marissa solo perché credeva che così Taylor si sarebbe messa in luce. Quando Seth la incoraggia a smettere di farsi spaventare da sua madre, lei decide per la prima volta di agire per il bene degli altri, e infatti, durante la riunione del comitato scolastico, porta le firme necessarie, e Marissa può tornare a scuola: questo gesto ha permesso a Taylor e Summer di cementare una solida amicizia. Taylor, per aiutare Summer a rendere più passionale il rapporto con Seth (ormai divenuto abitudinario e privo di stimoli), dà a quest'ultimo delle lezioni (puramente teoriche) sul sesso, aiutandolo a migliorare e a riaccendere la passione con la fidanzata.
Dopo il diploma, dove Taylor ha tenuto il discorso accolto dai presenti con un applauso, Taylor lascia Newport e si trasferisce a Parigi per studiare all'Università della Sorbona, ma la vita in Francia non è facile e divertente come si aspettava, infatti senza amici e senza famiglia, sposa lo scrittore Henri-Michel, conosciuto in metropolitana, per colmare il senso di solitudine, per poi pentirsene, dato che non lo ama, tanto da lasciare l'università e la Francia per tornare segretamente a Newport. La madre Veronica la caccia di casa perché trova inaccettabile che la figlia abbia lasciato l'università oltre a essere in procinto di divorziare. Summer, Julie e Kaitlin le danno ospitalità nella loro villa e infine Taylor diviene la migliore amica di Summer, sostenendola a credere nel suo nuovo stile di vita votato all'attivismo quando ella sembra sul punto di lasciar perdere. Solo in caso di adulterio Henri-Michel è disposto a concederle il divorzio, quindi Taylor fa credere all'avvocato del marito che Ryan sia il suo amante, quest'ultimo la bacia davanti a lui per rendere il tutto più credibile, convalidando così il divorzio. Dopo quel bacio Taylor capisce di provare dei sentimenti per Ryan, iniziando a fargli una corte spietata, tanto che persino lui, sebbene all'inizio si sia sentito a disagio per via delle loro differenze (anche perché Taylor teoricamente è ben lontana dal suo ideale di ragazza), capisce di provare attrazione per lei. I due si mettono insieme (prima con una mera relazione fisica e poi anche sentimentale) dopo un incidente che li fa cadere entrambi in coma (durante il quale lei, in sogno, riesce finalmente a rispondere alle offese dalla madre e ad insultarla, cosa che le farà dimenticare il rancore verso la madre e a superare le paure nei suoi confronti). Henri-Michel tenta di riconquistarla e viene a Newport anche per promuovere il suo romanzo erotico liberamente ispirato al loro matrimonio, ma poi si mette da parte, capendo che la sua ex moglie non ricambierà mai il suo amore. Taylor aiuta Ryan anche a riconciliarsi con il padre Frank e poi aiuta quest'ultimo, insieme a Ryan, a conquistare Julie. Il giorno del suo compleanno, Ryan dichiara di amarla e Taylor, che già gli aveva confessato i suoi sentimenti tempo addietro, è al colmo della gioia e i due decidono di andare a Berkeley insieme.
Un terremoto colpisce Newport, e in questo frangente Veronica va a soccorrere la figlia, la quale comunque non era in pericolo. Approfittando dell'occasione, madre e figlia si riconciliano. Veronica capisce infatti che la figlia non l'ha mai vista come una persona su cui fare affidamento e prende così atto di essere stata una cattiva madre. Taylor decide di andare a New York e poi con una nave in Francia, lei e Ryan prendono strade diverse, pur rimanendo insieme, Ryan ammette che lei è stata una figura importante nella sua vita, e quello che c'è di più bello nella loro relazione non è tanto l'importanza di poter costruire insieme un futuro quanto saper apprezzare il presente. Quando Seth e Summer si sposano, sarà Taylor a fare da damigella alla sposa e dallo sguardo complice che si scambiano lei e Ryan si intuisce che stanno ancora insieme.

### Kaitlin Cooper
Kaitlin Cooper è interpretata da due attrici diverse, Shailene Woodley (prima stagione) e Willa Holland (terza e quarta stagione). In Italia è doppiata da Lucrezia Marricchi (prima stagione) e Letizia Scifoni (terza e quarta stagione). È la figlia più giovane di Jimmy e Julie, e sorella minore di Marissa. All'inizio appare come una bambina decisamente diseducata, il cui passatempo preferito è l'equitazione. Dopo il divorzio dei suoi genitori a Julie viene concessa la custodia di Kaitlin, una delle conseguenze della fine del matrimonio di Julie e Jimmy è stata anche la frattura tra Kaitlin e Marissa, dato che la prima ha preso le parti della madre mentre Marissa ha sempre sostenuto il padre.
Kaitlin viene mandata a Montecito in un collegio privato, torna a Newport (ormai adolescente) per aiutare economicamente la madre e la sorella. Ha infatti scoperto per puro caso che sono entrambe sul lastrico, tanto da aver rubato i soldi a una confraternita universitaria; Ryan e Marissa la convincono a restituire il denaro ed evitare che venga incriminata per furto. Kaitlin inizia a frequentare Johnny, amico di Marissa di cui lei è chiaramente innamorata sebbene sia Ryan il suo fidanzato, in realtà anche se Johnny le piace, è evidente che esce con lui solo per infastidire Marissa, ciò è solo una manifestazione del rapporto conflittuale tra le due sorelle, Kaitlin le vuole bene ma per lei è sempre stato frustrante vivere all'ombra di Marissa, vuole portare scompiglio nella sua vita solo per attirare la sua attenzione. Johnny pur provando un po' di attrazione per Kaitlin, non è in grado di amare un'altra ragazza oltre Marissa, ciò non fa che creare altri problemi tra Marissa e Ryan, e Kaitlin coglie l'opportunità per costringere Marissa ad ammettere i suoi sentimenti, e soprattutto scegliere il ragazzo che ama veramente. Quando Marissa decide di rimanere con Ryan, ciò porta Johnny nello sconforto più assoluto, invita quindi Kaitlin a trascorrere la notte con lei in spiaggia apparentemente con l'intento di divertirsi, ma poi si mette a bere e ubriaco si arrampica sulla scogliera, da cui cade, sotto gli occhi di Kaitlin. Johnny non sopravvive alla caduta, Kaitlin si sente in colpa ritenendo di aver in parte contribuito alla serie di eventi che ha portato alla morte del ragazzo, e decide poi di ritornare in collegio.
Marissa qualche tempo dopo va a trovarla aiutandola quando Kaitlin viene accusata di furto da un suo compagno di scuola, in modo che la verità venga a galla. Dopo la morte di Marissa torna a vivere a Newport con sua madre, le due si fanno ospitare da Summer nella sua villa, dividendola con Taylor. Kaitlin non dà molta importanza alla sua carriera scolastica, è irrispettosa con gli insegnanti, anche perché si considera al di sopra di tutto, passa quasi tutto il suo tempo con Brad ed Eric, i fratelli minori di Luke e suoi compagni di scuola. Intraprende una breve relazione con Will il quale è l'esatto opposto di lei: affabile, studente diligente oltre a essere nel pieno dello spirito scolastico, Kaitlin lo lascia non ritenendo di essere la ragazza adatta a lui.
Quando scopre che Julie è innamorata di Frank, il padre di Ryan, decide in un primo momento di ostacolare la loro relazione, lei preferisce di gran lunga Gordon Bullit, con il quale va tanto d'accordo, tanto che Julie, pur di far felice Kaitlin è pure disposta a rinunciare a Frank. Ma alla fine è proprio Kaitlin a dare alla madre e a Frank il suo benestare: per lei la felicità di sua madre è ciò che più conta. Nel finale della serie, quando Julie scopre di aspettare in figlio da Frank, decide di lasciarlo e preferisce diventare indipendente e di crescerlo da sola. Kaitlin decide di aiutarla, pronta anche a trovarsi un lavoro, inoltre inizia a prendere lo studio con maggiore serietà.

## Personaggi secondari

### Trey Atwood
Trey Atwood è interpretato da Bradley Stryker (stagione 1) e Logan Marshall-Green (stagioni 2 e 3). In Italia è doppiato da Marco Baroni (stagione 1) e Alessandro Quarta (stagioni 2 e 3). È il fratello maggiore di Ryan, entrambi cresciuti a Chino, dopo essersi trasferiti da Fresno con la madre Dawn, in seguito all'arresto del padre Frank. È più grande di Ryan di quattro anni.
Trey è un tossicodipendente rabbioso e violento, oltre a essere un delinquente pericoloso, non è una persona propriamente cattiva, ma indubbiamente è stato segnato dal brutto rapporto con i suoi genitori, anche perché non ha mai avuto l'indole buona e benevola di Ryan. Vuole bene a suo fratello, ma non è mai stato capace di essere per lui un buon modello, sovente lo trascina nei suoi problemi, essendo per natura un egoista e un manipolatore. Come afferma con cinismo, facendo un paragone tra lui e Ryan «il sangue è lo stesso, la sfiga di papà l'ho ereditata in blocco io».
Trey e Ryan rubano un'auto e vengono arrestati. Ryan conosce così il suo difensore d'ufficio Sandy, lui e la sua famiglia si affezionano a Ryan e lo prendono in custodia, in questo modo il ragazzo entra nell'ambiente altolocato di Newport, ben altra sorte è quella che attende Trey, che invece per via dei suoi precedenti, oltre al fatto che al momento dell'arresto era in possesso di una pistola e di marijuana, viene portato in carcere. Ryan, proprio su richiesta di Trey, va a trovarlo in prigione in occasione del giorno del ringraziamento ma solo perché gli serve il suo aiuto, Ryan infatti consegna un'auto rubata per coprire un debito che Trey aveva contratto con dei malviventi.
Dopo un po' di tempo Trey viene rilasciato dalla prigione, Ryan dietro consiglio di Sandy, lo convince a venire a vivere a Newport almeno per tenerlo d'occhio ed evitare che possa ritornare nel giro della delinquenza. Per un po' Ryan lo ospita a casa sua, poi Marissa gli trova un appartamento, Trey si fa assumere nel night club Bait Shop. Purtroppo per Trey è quasi impossibile rigare dritto; arriva più volte a mettersi nei guai con la legge; viene sempre aiutato da Ryan e i suoi amici; come se non bastasse si lega sentimentalmente a Jess, ragazza ricca e trasgressiva che lo seduce, coinvolgendolo nei suoi illeciti: è ovvio che Trey si comporta così perché quasi inconsciamente avverte il desiderio di distruggere la stabilità che Ryan si è costruito, invidiando la vita da privilegiato di cui lui può godere e che per Trey invece è pressoché proibitiva. Trey arriva quasi a violentare Marissa, la quale riesce a difendersi, Ryan accecato dalla collera affronta Trey avendo la peggio. Proprio quando quest'ultimo era sul punto di ucciderlo, Marissa gli spara.
Trey sopravvive e dopo un periodo di coma in ospedale, si risveglia e lascia Newport. Lui e Jess continuano ancora a tenersi in contatto, Trey attualmente vive a Las Vegas, lavora come croupier. Manda anche un regalo a Ryan, un modellino giocattolo di una Chevrolet Camaro, proprio quella che volevano rubare, per rievocare con affetto una vecchia promessa che gli aveva fatto da bambino: sognavano di fuggire dalla loro vita difficile insieme con una macchina. Benché Trey fosse disposto a tentare una riconciliazione con Ryan, quest'ultimo però decide di tagliarlo fuori per sempre dalla sua vita, avendo capito che al fianco del fratello Ryan non avrà mai la vita onesta e serena che ha sempre desiderato.

### Hailey Nichol
Hailey Nichol è interpretata da Amanda Righetti. In Italia è doppiata da Francesca Guadagno. Hailey è la sorella minore di Kirsten Cohen, come lei figlia di Caleb e Rose Nichol. Pecora nera della famiglia, è nota per aver fatto poco nella vita, andandosene via di casa a 17 anni e viaggiando intorno al mondo a spese del padre, tra droghe e cattive compagnie. Caleb infatti è sempre stato cedevole con lei, a detta di Kirsten è perché Hailey le ricorda la moglie, Kirsten è ben consapevole che Caleb ama Hailey più di lei. Torna a Newport sistemandosi da Kirsten per poco tempo, nella speranza di ottenere altro denaro dal padre e rimettersi in viaggio, ma questa volta Caleb, su consiglio di Kirsten, le nega i soldi. Spera così che, senza risorse economiche, lei decida di rimanere a Newport con la sua famiglia. Purtroppo Hailey, anche senza i soldi del padre, lascia comunque la città, anche perché disprezza lo stile di vita della sorella, avendo sempre considerato Kirsten una donna borghese e servile. Si trasferisce quindi a Los Angeles, dove Ryan e Marissa scoprono che fa la lap dance in un night club a luci rosse. Jimmy la convince a tornare a Newport dalla sua famiglia, Hailey ora è molto più gentile con la sorella e i suoi famigliari, inoltre intraprende una relazione con Jimmy, di cui è sempre stata innamorata fin da bambina.
Hailey riceve da una sua vecchia amica una proposta di lavoro a Tokyo in un'agenzia di moda, anche se ama Jimmy rifiuta la sua proposta di matrimonio, infatti ora ciò che vuole e dedicarsi solo alla propria vita e al suo futuro, sentendo che al fianco di Jimmy ciò non sarebbe possibile. Il rapporto tra Hailey e la madre non è mai stato approfondito, ma si può presumere che abbia sofferto molto a causa del suo alcolismo, infatti quando Caleb muore, torna a Newport e convince Kirsten a entrare in una clinica per alcolisti proprio per timore che la sorella potesse diventare come la defunta madre. Lei e Jimmy sono rimasti buoni amici, inoltre sembra che Caleb fosse orgoglioso di lei dato che in Giappone Hailey si è finalmente costruita una carriera.
Amanda Righetti ha 5 anni in meno di Benjamin McKenzie, 4 in meno di Adam Brody e 2 in meno di Rachel Bilson, anche se nella storia Hailey ha 11 anni in più rispetto a Ryan, Seth e Summer.

### Anna Stern
Anna Stern è interpretata da Samaire Armstrong e doppiata in Italia da Federica De Bortoli. Appena arrivata a Newport da Pittsburgh, lei è completamente diversa della altre ragazze viziate, prevenute e arroganti di Newport, è una persona semplice, saggia, matura e anticonformista, da subito diventa una buona amica di Ryan e Seth, con quest'ultimo ha in comune la passione per i fumetti, Seth le fa da cavaliere al ballo delle debuttanti. Anna tenta di aiutare Seth a diventare un ragazzo più sicuro, e infatti lo aiuta a fare colpo su Summer specialmente quando gli fa notare che il suo servilismo nei confronti della ragazza non gli è di nessun aiuto: in realtà Anna ama Seth e aiutarlo a conquistare Summer è solo un pretesto per stargli vicino, Seth capisce in parte di ricambiare i suoi sentimenti, e i due poi diventano una coppia.
Lei e Summer hanno un rapporto decisamente altalenante, anche se amano lo stesso ragazzo e sebbene sia lampante la loro rivalità, tra le due c'è una latente simpatia reciproca. Anna lascia Seth quando capisce che lui ama unicamente Summer, infatti Seth vede in Anna solo un'amica. Anna torna a vivere a Pittsburgh. Ora che Seth e Summer sono una coppia ha deciso di lasciare la California, Seth va da lei all'aeroporto per farle capire quanto Anna è importante per lui; ma la ragazza è irremovibile e, pur soffrendo, decide di tornare a Pittsburgh, non avendo la forza di vedere Seth felice al fianco di Summer.
Seth dopo qualche anno la rivede per caso all'evento di accoglienza della Brown University, l'università alla quale anche Seth aveva fatto domanda senza esserne ammesso, ma Anna lo aiuta ad entrare alla Rhode Island School of Design. Quando Seth e Summer si lasceranno, Anna li aiuterà a tornare insieme.

### Holly Fischer
Holly Fischer, interpretata da Ashley Hartman. In Italia è doppiata da Daniela Calò. Amica di Summer e Marissa, rappresenta pienamente il cliché della ragazza ricca, arrogante, viziata, festaiola e superficiale di Newport. L'amicizia tra lei e Marissa si frantuma quando, proprio il padre di Holly, rivela a tutti che Jimmy, il padre di Marissa, è colpevole di appropriazione indebita, lui stesso è tra le persone che Jimmy ha frodato picchiandolo davanti a tutti; le cose peggiorano quando Marissa sorprende Holly ad amoreggiare con Luke (il fidanzato di Marissa) a Tijuana, non solo Holly non mostra nessun rimorso per il proprio comportamento, si diverte anche a umiliare ulteriormente Marissa rivelandole che Luke la tradiva già con altre ragazze, tale rivelazione la spingerà a tentare il suicidio.
Finito il liceo si apprende che Holly si è sposata e aspetta un bambino dal marito, ha persino fondato un club con altre donne sposate che si fanno chiamare Le allegre convolate e passa tutto il suo tempo a spendere soldi e a divertirsi senza preoccupazioni, dando prova infatti di non essere una persona molto matura. Summer in un primo momento tenta di riallacciare la loro amicizia, salvo poi ripensarci quando capisce di essere cambiata e che ormai lei e Holly non hanno più niente in comune.

### Oliver Trask
Oliver Trask è interpretato da Taylor Handley. In Italia è doppiato da Stefano Crescentini. È un ragazzo molto ricco ma dalla personalità disturbata che Marissa conosce dallo psicologo. Si scopre che in passato si era tagliato le vene dopo essere stato rifiutato da una sua compagna di scuola: sopravvisse, ma fu allontanato dall'istituto per diffida.
I genitori di Oliver sono due imprenditori di successo, gestiscono una grande catena di alberghi, sono sempre via per lavoro e infatti lui vive da solo. Marissa presenta Oliver al suo gruppo di amici, i quali lo prendono subito in simpatia, tranne Ryan che intuisce subito la natura intrigante e manipolatrice del ragazzo, oltre all'evidente infatuazione che Oliver ha per Marissa. Oliver è un tossico, ha avuto diverse ricadute, è incapace di legare con le persone, tutto ciò è frutto del rapporto con i suoi genitori, i quali non fanno che trascurarlo senza curarsi di lui. L'amore morboso che Oliver prova per Marissa, da lei non ricambiato, lo spinge a usare le più meschine manipolazioni per allontanare Ryan da lei, ma il piano non funziona dato che Marissa riesce poi a smascherare le sue bugie. Oliver, in un ultimo gesto estremo, si punta contro la pistola proprio davanti a Marissa con l'intenzione di togliersi la vita, ma Ryan lo convince a non uccidersi, dicendogli come anche lui sapesse cosa volesse dire essere abbandonati dagli amici, dai genitori e non avere nessuno dalla propria parte, ma che avrebbe avuto una seconda occasione se avesse provato a continuare a vivere.
Oliver non fa più apparizioni nella serie, dopo quello che è accaduto è stato internato in una clinica psichiatrica, viene tuttavia nominato da Seth e Ryan in tutti gli episodi finali delle prime tre stagioni

### Theresa Diaz
Theresa Diaz è interpretata da Navi Rawat. In Italia è doppiata da Laura Cosenza. Vive a Chino, amica di Ryan fin dall'infanzia, i due hanno anche avuto una relazione, Theresa è stata il suo primo vero amore, lei e Marissa hanno rivaleggiato per il cuore di Ryan, ma tra le due non c'è mai stato astio, al contrario provano anche affetto e stima reciproca. Si è sempre dimostrata una saggia confidente per Ryan, sembra conoscere ogni suo stato d'animo, Ryan stesso ha ammesso che per lui è più facile aprirsi con lei più che con chiunque altro, persino facendo un confronto con i Cohen. Theresa ha 17 anni, ma non frequenta il liceo.
Ha sofferto quando Ryan si è trasferito a Newport e lei stessa decide di andare a trovarlo. La famiglia Cohen la prende subito in simpatia, tra lei e Ryan riaffiora l'amore, sebbene quest'ultimo scopra che Theresa ora è fidanzata con Eddie, il quale le ha persino chiesto di sposarla. Theresa non è realmente innamorata di lui, è tentata di sposarlo solo perché la ritiene la scelta più sensata, in quanto lei proviene da un ambiente che non offre molte possibilità: vuole riallacciare il rapporto con Ryan perché vede in lui una via di fuga da una vita miserabile. Ryan e Theresa finiscono a letto insieme, e lei poco dopo scopre di essere incinta. A peggiorare le cose è la scoperta che Eddie è un fidanzato violento, infatti già varie volte l'aveva picchiata. Ryan decide di tornare con Theresa a Chino, per aiutarla a crescere il bambino, pur non essendoci certezza del fatto che il padre sia lui o Eddie, anche solo per evitare che Theresa possa ritornare con il suo ex.
Theresa ha un aborto spontaneo, quindi Ryan torna a Newport, in realtà la ragazza non ha perso il bambino, era solo una bugia per allontanare Ryan, dopo aver capito che solo a Newport lui si sente felice. Solo in seguito Ryan scopre che Theresa non aveva abortito, infatti ha avuto un bambino, il padre però non è lui, ma Eddie. Theresa adesso lavora in un albergo, frequenta anche un suo collega di lavoro, ma tra lei e Ryan si riaccende la scintilla dell'amore che li aveva sempre uniti, tanto che Theresa lo accompagna al ballo della scuola, è evidente che i due sono tentati di tornare insieme, ma lei lo lascia definitivamente quando comprende che Ryan vede in lei una scusa per rimanere ancorato al suo passato fatto di comportamenti dissennati e autodistruttivi, infatti si rende conto che lui è ancora troppo incauto e immaturo per condurre una vita responsabile, e lei nella sua posizione di madre single ha bisogno di avere al suo fianco un uomo che possa darle una stabilità.

### Neil Roberts
Neil Roberts, è interpretato da Michael Nouri. In Italia è doppiato da Massimo Rossi. È il padre di Summer ed è un famoso chirurgo plastico. Lui e la figlia sono molto uniti, per lei l'approvazione del padre è molto importante. In un primo momento non prende molto in simpatia Seth, il fidanzato della figlia, ma poi si affeziona a lui. Neil è un uomo gentile, affettuoso e cordiale, tanto che è una delle poche persone a Newport con cui Sandy stringe amicizia. Dopo che la moglie lo lasciò sposò Gloria, una donna con problemi di depressione e ansia che fa spesso uso di psicofarmaci. A detta di Summer il suo principale problema è che si innamora troppo facilmente delle donne.
Gloria e Neil divorziano; lui intraprende una relazione con Julie, ospita lei e le sue figlie nella sua villa. Chiedendo a Julie di sposarla e lei accetta felicemente. Tuttavia dopo la morte di Marissa, non riuscendo a superare il dolore per la perdita di sua figlia, Julie si allontana sempre di più da Neil, il quale riallaccia il rapporto con Gloria, seppur solo in amicizia. Neil e Julie si lasciano, anche perché lui ha capito di non avere i mezzi per aiutarla a superare il dolore. Parte per Seattle e accetta un lavoro in un altro ospedale, ma permette a Julie di continuare a vivere nella sua villa. Inoltre sembra che lui e Gloria vogliano fare un tentativo per ricostruire il loro matrimonio.

### Lindsay Gardner
Lindsay Gardner è interpretata da Shannon Lucio. In Italia è doppiata da Perla Liberatori. È la figlia di Caleb Nichol e Renèe Wheeler. Lindsay non si trova molto a suo agio tra i suoi coetanei a Newport, infatti appare come una ragazza studiosa, ambiziosa e solitaria, non le interessa farsi degli amici anche perché reputa i ragazzi di Newport viziati e altezzosi. Cambia subito idea quando conosce Ryan, e anche se all'inizio tra i due non c'era molta simpatia, poi i due si innamorano e diventano una coppia, e per merito di Ryan riesce a integrarsi nel suo gruppo di amici.
Le cose però degenerano quando tutti scoprono che Lindsay è la figlia illegittima che Caleb ha avuto da Renèe, a quel tempo era ancora sposato, Lindsay è sempre stata all'oscuro della verità, anche perché la madre cautamente si è sempre astenuta dal rivelarle la vera identità del padre, infatti Lindsay è la sorellastra di Kirsten. Quest'ultima decide di accoglierla in famiglia, e infatti si affeziona velocemente alla sorella, inoltre incoraggiata da Ryan tenta di instaurare un rapporto anche con Caleb, che infatti in breve tempo impara a volere bene alla figlia che per tanti anni ha escluso dalla sua vita. Caleb decide di organizzare una festa e di riconoscere Lindsay come sua figlia davanti a tutta la società di Newport, ma Julie vedendo nella ragazza una minaccia alla ripartizione dell'eredità di Caleb, lo convince che la cosa migliore è quella di fare un test del DNA che possa provare che Lindsay è realmente sua figlia prima di riconoscerla, anche perché, quando Renèe era rimasta incinta, Caleb non era l'unico uomo che frequentasse in quel periodo. Lindsay, ossessionata ormai dal volere a tutti costi un padre, essendosi in qualche modo affezionata a Caleb, sarebbe disposta ad accettarlo come suo genitore anche senza la certezza di essere realmente sua figlia, ma Caleb capisce di non amarla nella stessa maniera, infatti proprio durante la festa in cui avrebbe dovuto riconoscerla davanti a tutti come sua figlia, ritorna sui suoi passi e preferisce prima fare il test del DNA, in modo da non avere dubbi sul fatto che lei sia realmente sua figlia, umiliandola.
Renèe decide di trasferirsi a Chicago con la figlia, Caleb sarebbe ben disposto a ospitarla a casa sua se Lindsay acconsente al test del DNA, e lei accetta, anche solo per rimanere a Newport e restare al fianco di Ryan, e infatti grazie al test di paternità Caleb scopre di essere il padre di Lindsay. Nonostante tutto Lindsay non accetta che Caleb voglia far parte della sua vita solo ora che ha scoperto che lei è veramente sua figlia, perché ha dimostrato di non amarla incondizionatamente. Lindsay capisce di non provare affetto per un uomo come lui e decide di lasciare Newport, benché Caleb sia sinceramente dispiaciuto per come si è comportato.
Lindsay parte per Chicago, il suo solo dispiacere è quello di lasciare Ryan, che amava ancora. Lindsay non farà più apparizioni, infatti non era presente nemmeno al funerale del padre, pur venendo menzionata in varie occasioni.

### Alex Kelly
Alex Kelly è interpretata da Olivia Wilde. In Italia è doppiata da Daniela Calò. È la giovane manager del night club Bait Shop, sebbene abbia solo 17 anni vive già da sola, ha abbandonato i suoi genitori con i quali era in cattivi rapporti, probabilmente per via della natura ribelle della ragazza, infatti nella sua carriera scolastica è stata espulsa da diversi istituti.
Seth l'ha conosciuta nel breve periodo in cui ha lavorato al Bait Shop, tra i due c'è un po' di attrazione e intraprendono poi una relazione, anche se Alex vede la loro come un'avventura, al contrario di Seth che infatti vorrebbe un impegno più serio da parte della ragazza. Alex è alle prese con il ritorno di Jodie, la sua ex fidanzata, infatti Alex è bisessuale cosa di cui Seth era all'oscuro; Jodie vorrebbe riallacciare il rapporto con lei, e Alex è ancora evidentemente attratta dalla ragazza, ma in definitiva non vuole stare né con Jodie né con Seth e chiude i ponti con entrambi. Alex si innamora di Marissa, la quale in qualche modo sembra provare dei sentimenti per lei. Le due ragazze diventano una coppia, relazione totalmente disapprovata da Julie, anche perché Marissa decide di andare a vivere con Alex. Quest'ultima in minima parte intuisce che Marissa sta con lei principalmente per far innervosire Julie e sfidarla, Alex però diventa decisamente possessiva con Marissa: vede in Ryan un ostacolo, dato che Marissa ama solo lui, tanto che Alex inizia a manifestare un atteggiamento aggressivo nei confronti del ragazzo. Un altro evidente problema tra le due ragazze è il fatto che Marissa assorbita dai suoi impegni scolastici, non ha spazio per Alex nella sua vita. Infine decidono di lasciarsi senza rancore, in particolare Alex, prendendo come esempio Marissa, capisce che lei vive esattamente come un'adolescente della sua età, ciò spinge Alex a lasciare la sua casa e il lavoro, a tornare a vivere dai suoi genitori e a prendere in considerazione la possibilità di tornare a studiare.

### Zach Stevens
Zach Stevens è interpretato da Michael Cassidy. In Italia è doppiato da Federico Di Pofi. È il nuovo ragazzo con cui Summer intraprende una relazione dopo che Seth la lascia per fuggire a Portland. L'unica cosa che Zach e Seth hanno in comune è la passione per i fumetti, ma per tutto il resto non potrebbero essere più diversi: Zach gioca nella squadra di pallanuoto del suo liceo, è un ragazzo maturo, affascinante e cordiale, effettivamente è una delle poche persone con Ryan e Seth hanno strinto amicizia nella loro scuola. Lui e la sua famiglia amano discutere sulle tematiche riguardanti la politica, tra l'altro il padre di Zach è un politico di professione. Il creatore della serie Josh Schwartz descrive Zach come un "avversario formidabile" di Seth
Quando Seth ritorna a Newport, con l'evidente obiettivo di riconquistare Summer, diventa in breve il rivale in amore di Zach, con cui però è anche legato da un'ambigua amicizia. Benché Summer sia palesemente innamorata di Seth, in un modo in cui non potrebbe mai amare Zach, è frenata dall'arroganza di Seth e vede invece in Zach il ragazzo umile e affidabile che Seth non è in grado di essere. Zach propone a Seth di disegnare la graphic novel "Atomic County", Zach lo aiuta a promuoverlo occupandosi principalmente della fase amministrativa, ciò porta Seth e vederlo come una minaccia anche a livello professionale oltre a quello sentimentale, i due infatti cercano di intralciarsi vicendevolmente con scherzi meschini, nell'epilogo del loro rapporto di rivalità, Summer decide di stare con Seth dato che è solo lui quello che ama, capisce che Zach al momento non vuole impegnarsi in una relazione seria con lei, dato che per lui adesso conta solo la carriera, e infatti Seth decide di tirarsi fuori dal progetto della graphic novel, affidandolo alle mani di Zach.
Zach dopo il finale della seconda stagione non fa più apparizione, ma viene citato da Seth quando scopre da Anna che è una fan del fumetto Atomic County di cui ora Zach ha la piena titolarità.

### Jess Sathers
Jess Sathers è interpretata da Nikki Griffin. In Italia è doppiata da Alessia Amendola. Ragazza ricca ma che conduce una vita infelice, i suoi genitori non le danno molte attenzioni, col risultato che lei ha adottato una condotta criminale e autodistruttiva, già alla sua prima apparizione è quasi morta per overdose, infatti Jess è una tossica. Lei e Trey iniziano a frequentarsi, Jess esercita una pessima influenza su di lui, in qualche modo è anche attratta da Ryan. Come lei stessa ammette, ciò che più ama di un uomo è la natura aggressiva e prevaricante.
Tenta di vendere della droga a un gruppo di criminali di Garden Grove ma poi Jess armata di pistola apre il fuoco in seguito a un brutto litigio con i suoi acquirenti i quali si rifiutavano di pagarla. Quando Trey lascia Newport, Jess per un po' di tempo lo segue, ma poi ritorna a Newport, tentando di essere una ragazza più responsabile, ma con poco successo. Infatti per via della sua debolezza di carattere, è ancora troppo legata a Trey (con cui mantiene ancora attivi i contatti), benché adesso abbia un nuovo fidanzato, un ragazzo possessivo e prepotente. Jess vede in Ryan un'ancora di salvezza, lui cerca di esserle amico e tenta di aiutarla ad allontanarsi dalle sue brutte compagnie; ma in realtà è evidente che l'effetto è opposto, dato che Ryan, anche solo aiutandola, corre il rischio di mettersi nei guai. Ryan decide di uscire dalla vita di Jess, cercando di farle capire che è dentro di sé che deve trovare la forza per essere una persona migliore e non attraverso la dipendenza da qualcun altro, e in ogni caso Ryan non ha nessuna intenzione di essere suo amico.

### Carter Buckley
Carter Buckley, è interpretato da Billy Campbell. In Italia è doppiato da Vittorio Guerrieri. Viene assunto per lavorare con Julie e Kirsten nel ruolo di capo redattore per la rivista Newport Living. Reduce da un divorzio, e a un bivio nella sua carriera, non prende molto sul serio il suo lavoro a Newport, ritenendolo poco ispirante, infatti Carter è un uomo disilluso, anche se nel profondo è una persona simpatica, gentile e affascinante.
Ai tempi in cui Sandy frequentava l'università, seguiva con ammirazione la carriera di Carter quando lui lavorò nella rivista indipendente Evolution. Benché quello tra Carter e Kirsten fosse nato in principio come un rapporto professionale, col tempo i due, lavorando a stretto contatto, si innamoreranno, Kirsten riesce infatti a risvegliare la passione di Carter, tanto nell'amore quando nel lavoro. L'impegno che Carter mette in Newport Living rilancia completamente la sua carriera, tanto che gli viene offerto un impiego a New York, benché lo stesso Carter ritenesse che non ci fossero più altre speranze per il suo avvenire. Carter in realtà sarebbe disposto anche a rinunciare a New York pur di restare con Kirsten, i due si baciano, ma lei gli dà il permesso di trasferirsi dato che non vuole voltare le spalle al marito. Carter rispetta la sua decisione, e parte per New York; regala a Kirsten una collana, che però lei abbandona in un bar, a conferma del fatto che, nonostante i sentimenti che provava per Carter, non rimpiange la sua scelta di averlo allontanato dalla sua vita.

### Charlotte Morgan
Charlotte Morgan è interpretata da Jeri Ryan. In Italia è doppiata da Francesca Fiorentini. Kirsten conosce Charlotte nella clinica per alcolisti dove si è fatta internare, le due donne stringono subito amicizia, anche perché Charlotte sembra capirla benissimo, prendendo coscienza del delicato rapporto che c'è tra l'alcolismo e il rapporto disfunzionale che Kirsten ha avuto col padre.
Kirsten però ignora la verità che si cela dietro le intenzioni apparentemente amichevoli della donna: Charlotte è un'avida truffatrice, si era fatta internare nella clinica solo per trovare qualcuno da abbindolare, ritenendo che Kirsten sia perfetta per i suoi scopi, per natura ingenua e facilmente manipolabile. Charlotte non fa che darle consigli, in apparenza con lo scopo di esserle d'aiuto nelle scelte che per Kirsten si rivelano difficili da prendere, ma in realtà il suo intento è quello di alimentare l'insicurezza della donna. Charlotte le chiede dei soldi, facendole credere che desidera aprire una clinica per donne con problemi di alcolismo, ma Kirsten non ha le disponibilità finanziarie necessarie per aiutarla (ignara del fatto che quella di Charlotte sia una truffa).
Charlotte decide dunque di cambiare strategia: individua in Julie una potenziale collaboratrice e approfitta del fatto che Kirsten è stimata dai membri dell'alta società di Newport. Lei e Julie convincono Kirsten ad aiutarle a preparare una raccolta fondi, con l'obiettivo di rubare poi il denaro che riusciranno a racimolare. Julie tuttavia, proprio quando il piano era sul punto di avere successo, decide di non rendersi complice di un crimine, e convince tutti coloro che avevano investito a intestare il denaro a un altro ente non profit, impedendo quindi a Charlotte di impossessarsi dei soldi. Charlotte lascia Newport, e solo dopo la sua partenza Julie rivela a Kirsten la vera natura di Charlotte e le sue reali intenzioni.

### Veronica Townsend
Veronica Townsend è interpretata da Paula Trickey. In Italia è doppiata da Cinzia De Carolis. È la madre di Taylor, lei e il marito hanno divorziato, di professione è un agente sportivo. È una donna grintosa e assolutistica, e non esita a usare queste sue caratteristiche per imporsi sulla figlia, tra le due c'è sempre stato poco affetto, o quanto meno da parte di Veronica, che sembra non apprezzare la figlia soprattutto per il fatto che non è popolare e senza amici, inoltre la critica sempre per qualsiasi cosa, tanto da farla sentire inadeguata anche per il suo aspetto fisico, benché Taylor sia decisamente una ragazza molto attraente.
Tra lei e Julie c'è una forte ostilità, quest'ultima trova praticamente deplorevole il poco impegno che Veronica mette nel suo ruolo di genitore. Veronica tenta di ostacolare il ritorno di Marissa a scuola, dopo che era stata espulsa per aver sparato a Trey, ma gli sforzi di Ryan, Summer e Sandy, e anche con l'aiuto di Taylor (che si è ribellata alla madre) fanno sì che Marissa possa rifrequentare le lezioni. Veronica ha un debole per Neil, tenta anche di conquistarlo, ma con poco successo, dato che lui è innamorato proprio della rivale Julie. Caccia via di casa Taylor quando scopre che ha lasciato l'università e che è nel bel mezzo di una causa di divorzio, mettendo ben in evidenza come Veronica non sia capace di essere di sostegno alla figlia nei momenti critici. Quando scopre che la figlia è finita in coma va a trovarla in ospedale ma, visto che al suo arrivo la trova già sveglia, anziché essere contenta si lamenta di aver sprecato il suo tempo quando invece poteva restare in vacanza, cosa che suscita il disgusto di Julie e degli amici della figlia, ma Taylor (che in sogno era riuscita a tenerle testa e ad insultarla) la abbraccia e le dice di tornare pure alle sue ferie, essendosi finalmente scrollata di dosso la paura e il bisogno di approvazione nei suoi confronti. Quando su Newport si abbatte un violento terremoto, Veronica va a casa di Summer (la quale ha dato ospitalità a Taylor) per assicurarsi che la figlia stia bene, Taylor è visibilmente sorpresa quando scopre che Veronica a prescindere da tutto fosse preoccupata per lei, tanto che anche Veronica quando capisce che Taylor non avrebbe mai creduto che sua madre sarebbe andata da lei per prestarle soccorso prende atto di essere stata una pessima madre ammettendo con tenerezza di volerle bene, finalmente lei e Taylor riescono a mettere le basi per una riconciliazione.

### Matt Ramsey
Matt Ramsey è interpretato da Jeff Hephner. In Italia è doppiato da Alessio Cigliano. Giovane manager rampante, che Sandy assume quando prende le redini del Newport Group. In particolare è stato proprio Matt a suggerire a Sandy di dirigere la compagnia del defunto Caleb ritenendo che un uomo come Sandy, di saldi principi e valori, rivestendo una posizione di potere, darebbe inizio a un'evoluzione al livello sociale molto positiva su Newport. Matt e Sandy almeno all'inizio si rivelano una buona squadra, Matt sa barcamenarsi molto meglio di Sandy nel mondo degli affari, conoscendo anche gli aspetti più subdoli dell'ambiente dell'edilizia e delle concessioni per gli appalti.
Matt inizia a frequentare Maya, la figlia del dottor Henry Griffin, a cui spetta la decisione definitiva sul gruppo edile che dovrà costruire l'ospedale per cui Sandy ha lavorato molto duro. Maya, sentendosi usata, dando per scontato che Matt sia uscito con lei solo per affari, lo lascia. Griffin pretende da Sandy il licenziamento di Matt, in cambio dell'approvazione del progetto dell'ospedale. Matt decide di rovinare Griffin, ha raccolto delle prove su di lui e sui suoi illeciti, ma Griffin manda i suoi uomini a casa di Matt i quali lo picchiano con violenza. Sandy per evitare che Matt possa cacciarsi in guai più grandi, gli dà dei soldi e lo convince a lasciare Newport, Matt infine si trasferisce a Chicago.

### Johnny Harper
Johnny Harper è interpretato da Ryan Donowho. In Italia è doppiato da Alessandro Tiberi. Ragazzo con la passione per il surf con cui Marissa stringe amicizia. Johnny si innamora di lei, e questo genera della tensione tra lui e Ryan, il fidanzato di Marissa, benché lui e Ryan, comunque, diventino in qualche modo amici. Johnny è un ragazzo buono e affettuoso, ma, essendo molto emotivo, la sua impulsività lo porta spesso a scelte irresponsabili. Un evidente parallelismo tra la sua vita e quella di Ryan è il rapporto disfunzionale con i loro padri, entrambi infatti sono due uomini violenti, Jack (il padre di Johnny) fu costretto dal figlio ad abbandonare la famiglia quando Johnny lo aggredì per difendere la madre.
Johnny è un ragazzo ambizioso, sogna di diventare un surfista a livello professionistico. Affronta un momento molto difficile quando Casey, la sua fidanzata, lo tradisce con Volchok. In realtà, pur tenendo a Johnny, si è comportata così solo perché aveva capito che quest'ultimo ormai ama solo Marissa. Come se non bastasse, viene investito da un'auto, riporta così un infortunio alla gamba, e sebbene riesca a guarire grazie a un'operazione, il medico sportivo temendo di aggravare le sue condizioni di salute, non acconsente che Johnny gareggi nel professionismo, costringendolo ad abbandonare ogni velleità personale. Johnny inizia a frequentare Kaitlin, la sorella di Marissa, e nonostante sia in parte attratto da lei, non è capace di amare nessun'altra ragazza oltre a Marissa.
Ryan è sempre più geloso, non tanto per il fatto che Johnny sia innamorato di Marissa, quanto il fatto che lei lo ricambia, infatti sebbene Marissa continui a negare che prova per Johnny gli stessi sentimenti (in maniera poco convincente) è ovvio che odi vederlo con Kaitlin, infatti Marissa non riesce a stare lontana da lui.  Quando Johnny le dichiara i suoi sentimenti, Marissa è costretta a scegliere tra Johnny e Ryan e decide di restare con il suo fidanzato, lasciando a Johnny una lettera dove gli spiegava che per lei è solo un amico. L'amore non corrisposto di Marissa lo spinge a ubriacarsi e ad arrampicarsi sulla scogliera, Ryan tenta di farlo ragionare, ma non riesce ad impedire la tragedia: Johnny si sbilancia e cade, viene ricoverato in ospedale ma ciò non serve a nulla, infatti muore, facendo sprofondare Marissa nella disperazione.
La morte di Johnny sancisce la definitiva rottura tra Ryan e Marissa, tra l'altro Sadie (la cugina di Johnny) regala a Marissa un gioiello da parte di Johnny, lui stesso intendeva regalarglielo prima che morisse: in una scena Marissa mette da parte il gioiello che Ryan le aveva regalato preferendo invece quello di Johnny, ciò è l'emblematica prova che in realtà Marissa lo amava veramente e che era Johnny il ragazzo che avrebbe dovuto scegliere.

### Kevin Volchok
Kevin Volchok è interpretato da Cam Gigandet. In Italia è doppiato da Francesco Pezzulli. È un teppista con evidenti contatti nella malavita, Volchok è un tossico violento, notoriamente conosciuto per essere un ragazzo vendicativo, capace di ogni tipo di ritorsione quando si sente minacciato, anche per le motivazioni più futili: infatti in principio è stato lui a insegnare a Johnny le basi del surf, loro due erano amici, ma solo perché Johnny era diventato un surfista più bravo di lui smise di essere suo amico, oltre a sedurre Casey (la fidanzata di Johnny) per la soddisfazione di umiliarlo. Ragazzo subdolo, abile nell'individuare le debolezze caratteriali delle persone facendo leva su di esse per vilipenderle, infatti nonostante non si faccia problemi a ricorrere alla violenza per infierire sugli altri è palese che gode altrettanto nell'avvilire la gente anche sul piano emotivo.
Fin dal loro primo incontro tra lui e Ryan si viene a creare una forte malevolenza reciproca, la quale si acuisce quando Volchok intraprende una relazione con Marissa, dato che lei e Ryan si sono da poco lasciati. Inizialmente a unirli è stata la morte di Johnny, infatti sembra che, benché all'apparenza ormai Volchok provasse indifferenza e disaffezione nei confronti dell'ex amico, la sua morte lo abbia ferito più di quando non volesse ammettere, e solo con Marissa sembra riuscire ad aprirsi. In qualche modo Marissa riesce parzialmente a tirare fuori un lato gentile di Volchok, che in alcune occasioni è persino premuroso e gentile con Marissa, nonostante tutto non si astiene dall'incoraggiare la ragazza a fare uso di droghe, oltre al fatto che la tradisce con altre ragazze. Quando Marissa scopre delle infedeltà di Volchok, disgustata da lui, lo lascia in malo modo. Sebbene Volchok, inizialmente sembrasse impassibile davanti al dolore di Marissa, dando anche l'impressione di trarre piacere nell'umiliarla, in realtà si pente subito di ciò che ha fatto: Volchok per la prima volta si è innamorato, non abituato a questo tipo di sentimenti ha tradito Marissa per sabotare la loro relazione, solo per dolersi di ciò che ha fatto.
Quando Ryan picchia Volchok per riprendersi il denaro che lui aveva rubato alla scuola, quest'ultimo lo costringe ad aiutarlo a rubare un'auto, in caso di rifiuto lo avrebbe denunciato per aggressione. Ryan, almeno all'inizio sembra voler cedere, ma poi decide di ristare dalle sue intenzioni, e Volchok porta a termine il furto da solo, ma come conseguenza la polizia inizia a dargli la caccia. Marissa gli procura dei soldi in modo che Volchok possa fuggire e lasciare in pace lei e Ryan, ma ormai Volchok ossessionato da Marissa tampona sia lei che Ryan mentre i due erano in auto, facendoli finire fuori strada, e solo Ryan sopravvive, mentre Marissa perde tragicamente la vita.
Volchok fugge dal paese rifugiandosi in Messico, Ryan e Seth vanno a cercarlo, ma è quest'ultimo a trovarlo per primo aiutandolo a fuggire prima che Ryan potesse fargli del male e convincendolo a chiedere aiuto a Sandy, il quale (dopo che Volchok torna a Newport) gli dà assistenza come avvocato, convincendolo a costituirsi: in realtà Sandy e Seth più che aiutare Volchok, vorrebbero solo impedire a Ryan di macchiarsi di omicidio. Sandy decide comunque di dare a Ryan la possibilità di confrontarsi con Volchok, e infatti lo affronta, Volchok non ha intenzione di difendersi, infatti ciò che vuole è che Ryan lo uccida, come latitante non è stato capace di fuggire dal rimorso per quello che ha fatto a Marissa (sebbene non l'avesse uccisa intenzionalmente) e adesso vede nella morte una via di fuga dal suo senso di afflizione. Ryan decide di risparmiargli la vita, ritenendo che la giusta penitenza per lui è quella di convivere con il pentimento dei suoi sbagli. Il procuratore lo arresta per poterlo processare in direttissima.

### Sadie Campbell
Sadie Campbell è interpretata da Nikki Reed. In Italia è doppiata da Domitilla D'Amico. È la cugina di Johnny, in passato lei e Volchok hanno avuto una relazione, è evidente comunque che Sadie non conserva un bel ricordo di lui, Volchok è ancora attratto dalla ragazza. Si guadagna da vivere fabbricando gioielli, lei e Ryan diventano in breve tempo buoni amici, Sadie si trasferisce per un po' a Newport per stare accanto alla madre di Johnny in seguito alla sua morte.
C'è un'evidente attrazione tra lei e Ryan, che si intensifica quando i due si mettono in viaggio insieme cercando Jack, il padre di Johnny, e seppur con non poche difficoltà riescono a convincerlo a dare all'ex moglie i soldi che le servono. Ryan dopo aver lasciato Marissa, intraprende una relazione con Sadie, la quale sotto diversi aspetti è praticamente l'opposto di Marissa, essendo una ragazza indipendente, socievole, matura e responsabile, oltre a essere paziente, passionale e gentile. La loro relazione dura relativamente poco ma è stato messo in evidenza come Sadie abbia aiutato Ryan a maturare come persona, anche perché è tra le poche figure femminili che sia riuscita a capirlo veramente, ad esempio ha compreso che uno degli aspetti più disfunzionali del suo modo di relazionarsi con le ragazze sia la sua ossessione di volersi sobbarcare i loro problemi invece che provare a entrare più in confidenza con loro, effettivamente Sadie è una ragazza coscienziosa e autosufficiente quindi Ryan non ha bisogno di esserle di sostegno e dunque potendo comportarsi con Sadie con maggior disinvoltura riesce ad apprezzare il tempo che passa con lei; come Ryan ammette, lui sta bene con Sadie come non lo è mai stato con nessun'altra prima di lei.
Ryan è ormai vicino al diploma, e la sua domanda di ammissione per l'università di Berkeley viene accettata, ma ciò significherebbe dover lasciare Sadie, che comunque sarebbe anche disposta a seguirlo, ma ciò implicherebbe diversi ostacoli: ad esempio Ryan vivendo con lei sarebbe costretto a trovare un appartamento non potendo alloggiare nel dormitorio del campus. Sadie decide di porre fine alla loro relazione, ritenendo che ciò è per il bene di Ryan, che per starle dietro rischierebbe di non godere pienamente degli anni dell'università.

### Winchester Cook
Winchester Cook è interpretato da Chris Pratt. In Italia è doppiato da Corrado Conforti. Soprannominato "Che", studente della Brown University, con cui Summer stringe amicizia, lui stesso è riuscito a "convertirla" alla lotta per l'attivismo politico e ambientale. Mette tutta la sua passione nelle cause per cui lotta, per difendere l'ambiente è pronto a spesarsi, quasi al limite dell'ossessione. Nonostante le sue idee liberali e il suo aspetto trasandato, in realtà la sua è una famiglia molto ricca. È un ragazzo fin troppo buono e semplice, con un profondo (quasi ridicolo) senso della spiritualità, sembra incapace di provare ostilità verso le persone.
Che e Summer liberano dei conigli da un laboratorio di ricerca per evitare che venissero impiegati come delle cavie, anche se in seguito si scoprirà che gli animali non sarebbero stati sottoposti a esperimenti pericolosi. Che fa ricadere la colpa su Summer per evitare di essere espulso (cosa che le costa un anno di sospensione dell'università) anche perché da tempo i suoi atti di protesta contro il sistema scolastico si erano praticamente trasformati in vero e proprio vandalismo. Che non impiega molto a sentirsi in colpa, implorando il perdono di Summer, avendo capito di essersi comportato come un egoista e un ipocrita, Summer malgrado tutto lo perdona. Quando si fa aiutare da Seth per liberare una celebre marmotta, finisce con lui in prigione dove incontra una giovane attivista nella quale riconoscerà la propria anima gemella e con la quale decide di partire.

### Spencer Bullit
Spencer Bullit è interpretato da Brandon Quinn. In Italia è doppiato da Fabio Boccanera. È un istruttore di tennis, ragazzo affascinante che riscuote successo con le donne. Kaitlin ha una cotta per lui, anche se Spencer non la ricambia, anche per via della loro differenza d'età. Ha un debole per Julie. In seguito si scopre che Spencer è uno dei figli del miliardario Gordon Bullit.
Spencer, insieme ad altri giovani uomini prestanti, si rivolge all'agenzia per cuori solitari di Julie e Kirsten, ma in realtà loro sono dei gigolò. Spencer è una persona subdola che sa come convincere le persone a fare ciò che vuole, ne è un esempio il fatto che Julie, una volta scoperta la natura del suo lavoro, sebbene inizialmente riluttante a essere sua complice, si lascia convincere da Spencer a usare l'agenzia di cuori solitari come copertura in modo che le clienti di Julie e Kirsten possano mettersi in contatto con Spencer e i suoi soci, con la promessa che Julie avrebbe ottenuto una percentuale sui proventi, in modo da conquistarsi l'indipendenza economica. Il piano almeno per un po' sembra funzionare, ma i forti sospetti maturati da Kirsten (che era ignara di quello che Julie e Spencer stavano tramando) la spingono a indagare e a scoprire la verità, costringendo Spencer a rinunciare ai suoi affari. Dopo ciò Kirsten serberà un po' di rancore verso Julie per quello che lei ha fatto, ma anche grazie all'intervento di Spencer, la perdonerà riconciliandosi con lei.

### Frank Atwood
Frank Atwood è interpretato da Kevin Sorbo. In Italia è doppiato da Andrea Ward. È il padre di Trey e Ryan ed ex marito di Dawn, è stato rinchiuso in carcere con l'accusa di rapina a mano armata, prima del suo arresto, anche a causa del suo alcolismo, era un padre e un marito violento. Come Ryan ha ammesso, ciò che più lo ha ferito comunque non furono tanto i maltrattamenti di Frank, quanto invece il fatto che sia stato arrestato e abbia così compromesso irreversibilmente il benessere di tutta la famiglia, avendo precluso ogni possibilità alla moglie e ai figli di avere una vita normale e felice.
Mentre era in carcere ha smesso di bere, la sua dipendenza dagli alcolici era la principale fonte del suo comportamento violento, una volta uscito dal carcere decide di diventare un uomo onesto, ha persino studiato per ottenere la licenza di contabile. In cerca di un riscatto personale, tenta di riallacciare un rapporto con i suoi famigliari, ma nessuno di loro gli ha accordato il perdono che cercava; vede in Ryan l'ultima possibilità per riabilitarsi. Grazie a Gordon, con cui aveva stretto amicizia in prigione, quando arriva a Newport riesce a conoscere Julie e la convince a intercedere con i Cohen in modo da convincerli a concedergli una possibilità e dargli l'opportunità di legare con Ryan. Quest'ultimo pur rimanendo sorpreso nel vedere che Frank è un uomo garbato, intelligente e amichevole (ben lontano dal ricordo che Ryan aveva di lui quando era un alcolizzato rabbioso) non se la sente di dargli un'altra possibilità. Frank arriva anche fingere di avere poco tempo da vivere per un cancro terminale pur di impietosire Ryan, sperando che lui torni sui suoi passi; ma viene sbugiardato da Sandy, che lo prende a pugni e rinnova il diniego di riavvicinarsi a Ryan, che nonostante la delusione decide di perdonarlo. Sebbene Frank sia in parte invidioso del fatto che Ryan vede in Sandy una vera figura paterna su cui fare affidamento, è comunque contento che Ryan possa contare su di lui sapendo che Sandy è il padre protettivo e coscienzioso che Frank non ha saputo essere e di cui Ryan aveva bisogno.
In seguito si scopre che Frank e Julie all'insaputa di tutti hanno una relazione, che però Kaitlin non approva in quanto ritiene che Gordon (altro spasimante di Julie) sia un compagno migliore, e quindi Julie per l'affetto che la lega alla figlia, decide di lasciare Frank per stare con Gordon. Taylor decide di aiutare Frank a ricostruire un rapporto con Ryan, avendo capito che in ogni caso Frank rappresenta un tassello mancante nella vita del figlio, indispensabile affinché Ryan possa avere realmente una vita felice. Effettivamente grazie a Taylor i due finalmente iniziano a legare, inoltre Ryan e Taylor lo aiutano a riconquistare Julie, e le chiede anche di sposarlo. Quando Julie scopre di aspettare un bambino da Frank, egli la lascia, l'idea di avere un altro figlio lo terrorizza, e quindi Julie accetta di sposare Gordon. Frank pentitosi di aver lasciato Julie, tenta di riconquistarla, ma lei pur non sposando Gordon, decide di non voler tornare con Frank, preferendo crescere il bambino da sola come donna indipendente. Anche se non stanno più insieme, Frank e Julie sono rimasti amici.

## Altri personaggi

### Introdotti nella 1ª Stagione
- Dawn Atwood è interpretata da Daphne Ashbrook. In Italia è doppiata da Daniela Nobili. È la madre di Ryan e Trey, era molto giovane quando sposò il marito Frank, e dopo l'arresto del marito è stata costretta a crescere i suoi figli da sola, a causa del suo alcolismo non è stata mai in grado di essere una madre responsabile e affidabile. Ryan spesso ha rievocato degli episodi oltraggiosi su sua madre e sul modo in cui ha danneggiato la vita dei suoi figli: Trey una volta scappò di casa dopo che Dawn e il suo compagno litigarono con lui, inoltre Ryan dopo aver compiuto i dieci anni smise di festeggiare il suo compleanno dato che la madre beveva sempre, nel periodo natalizio diventava anche violenta. Ryan aveva tentato (inutilmente) varie volte di convincerla a internarsi in una clinica per alcolisti. Anche se Dawn ama Ryan, non è in grado di essere una brava madre, arriva anche a cacciarlo via da casa, si pente subito della sua decisione, e quando Sandy e Kirsten lo ospitano a Newport nella loro casa Dawn tenta di riguadagnarsi il perdono del figlio. Ma quando capisce di non avere nessun controllo sul proprio alcolismo decide di abbandonare Ryan: ritiene infatti di non essere per lui un genitore, ma una minaccia, e lascia che a prendersi cura di Ryan siano i Cohen. Simbolicamente lascia a Kirsten il compito di essere la madre di cui il figlio ha veramente bisogno. Dopo un po' di anni Ryan invita Dawn al suo diploma, adesso lavora in un diner come cameriera, ha un fidanzato gentile e premuroso, inoltre frequenta gli alcolisti anonimi, lei e il figlio si riconciliano lasciandosi alle spalle tutti gli anni di sofferenze.
- Sophie Cohen è interpretata da Linda Lavin. In Italia è doppiata da Noemi Gifuni. È la madre di Sandy, il nipote Seth la chiama "Nana". Dopo l'abbandono del marito ha cresciuto da sola il figlio, ma i due non sono mai stati molto uniti, lei infatti era sempre assorbita dal suo lavoro di assistente sociale e nell'attivismo, aveva poco tempo da dedicare a Sandy il quale ancora prima di raggiungere la maggiore età scappò di casa. Attualmente vive a Miami in una casa di riposo, lei e il figlio appianano le loro divergenze quando Sophie si ammala di cancro ai polmoni. Caratterialmente è molto simile a Sandy e Seth, come loro è pessimista e con una visione negativa della vita, come lei stessa ammette «il cinismo i Cohen ce l'hanno nel sangue».
- Eddie è interpretato da Eric Balfour. In Italia è doppiato da David Chevalier. Amico di Ryan ai tempi in cui viveva a Chino, lui e Theresa si fidanzano e lui le chiede di sposarlo. Theresa non è realmente innamorata di Eddie, oltre al fatto che nel suo cuore c'è ancora Ryan, inoltre Eddie è un fidanzato violento. Theresa lo tradisce con Ryan, e poi scopre di essere incinta, in ogni caso il padre del bambino è Eddie, sebbene i due non sono tornati insieme, dopo la nascita del bambino, dal modo in cui Theresa parla di Eddie, si può facilmente dedurre che attualmente i due sono in cattivi rapporti.
- Greg Hoades è interpretato da Lamont Thompson. In Italia è doppiato da Roberto Draghetti. Procuratore distrettuale di Newport, lui e Sandy sono buoni amici, uomo integro che svolge il suo lavoro con dedizione, non ha paura a sfidare anche i membri più influenti della società. Arresta Volchok per la morte di Marissa quando Sandy lo convince a costituirsi.
- Dottoressa Kim, interpretata da Rosalind Chao. In Italia è doppiata da Michela Alborghetti e Sabrina Duranti (ep. 3x25). È la preside del liceo privato frequentato da Ryan e i suoi amici, crede nell'importanza della disciplina, ma sebbene dia l'impressione di essere una donna intransigente, è anche una persona comprensiva pronta a venire incontro ai problemi dei suoi studenti. Ha avuto delle remore ad accettare Ryan nel suo istituto dato che viene da brutti quartieri, non per una questione di pregiudizio, ma solo perché temeva che non si sarebbe mai integrato in un ambiente più serafico e competitivo, ma si è dovuta ricredere, infatti col tempo dimostrerà di avere una buona considerazione di lui.
- Taryn Baker è interpretata da Kimberly Oja. In Italia è doppiata da Stefanella Marrama. Amica di Julie e Kirsten, quest'ultima in realtà a stento la sopporta, Taryn rispecchia fedelmente lo stereotipo della donna ricca ed epicurea di Newport: superficiale, maldicente e mondana, Sandy chiama lei e le sue amiche "Le pettegole". Si è rivelata più volte una donna promiscua e libertina.
- Rachel Hoffman è interpretata da Bonnie Somerville. In Italia è doppiata da Emanuela Rossi. Avvocatessa di successo, vecchia conoscente di Sandy, lavora in un prestigioso studio legale a Newport, offrendo a Sandy un lavoro come suo collega, che lui accetta. È evidente che ha un debole per Sandy anche se lui non la ricambia minimamente.
- Carson Ward è interpretato da Brian McNamara. In Italia è doppiato da Francesco Prando. È il padre di Luke, Eric e Brad, gestisce una concessionaria, è un uomo buono, socievole e gentile. Ha un buon rapporto con la sua famiglia, tutto però gli crolla addosso quando Luke scopre per caso che è gay, decide di confessarlo alla moglie, pur amando lei e i figli non ha più la forza di vivere nella menzogna. Luke, sebbene all'inizio fosse arrabbiato, lo perdona, e quando lui e moglie divorziano, Carson si trasferisce a Portland con Luke.

### Introdotti nella 2ª Stagione
- Renèe Wheeler è interpretata da Kathleen York. In Italia è doppiata da Silvia Tognoloni. È la madre di Lindsay, avuta da una relazione con Caleb ai tempi in cui lui era ancora sposato con la sua prima moglie. Renèe è un ispettore municipale, dopo la nascita della figlia Caleb pur non volendo avere nulla a che fare con Lindsay ha comunque aiutato economicamente Renèe versandole del denaro, ciò porta l'ufficio della procura a credere che Caleb le versasse quei soldi per corromperla data la sua posizione di dipendente statale. Sandy convince Renèe a confessare alle autorità la vera ragione di quei versamenti e prosciogliere Caleb dalle accuse, ma ora che tutti sanno della storia che c'era stata tra lei e Caleb, stufa di convivere con l'umiliazione sociale, decide di trasferirsi a Chicago con la figlia.
- Lance Baldwin è interpretato da Johnny Messner. In Italia è doppiato da Roberto Pedicini. Ai tempi in cui lui e Julie erano due ragazzi, Lance era stato il suo primo fidanzato che, venuto a sapere della situazione economica agiata in cui adesso lei vive in qualità di moglie di Caleb, la ricatta con un film pornografico che vedeva Julie come protagonista: Lance ha la titolarità sui diritti, e con la minaccia di renderlo di dominio pubblico la costringe a cedere al suo ricatto dato che esige una cospicua somma da parte di Julie e Caleb. Apparentemente Julie convince il marito a pagarlo, ma Lance mostra il filmato ad una serata di gala tenuta proprio da Julie, umiliandola davanti a tutti. Quando la donna gli fa capire quanto l'abbia oltraggiata, Lance si pente e confessa a Julie che Caleb non lo ha mai pagato e che lo ha fatto picchiare. Si dichiara anche disposto ad uccidere Caleb perché non possa divorziare da Julie e farle perdere tutto, ma la donna decide invece di dare a Lance i soldi necessari per andarsene e cominciare una nuova vita.
- Rebecca Bloom è interpretata da Kim Delaney. In Italia è doppiata da Pinella Dragani. È stata la fidanzata di Sandy quando frequentava l'università, è stata costretta a fuggire dalla polizia per aver preso parte a un atto di disobbedienza civile: ha dato fuoco con dei complici a un impianto nucleare, anche se in realtà Rebecca non ha partecipato direttamente all'operazione. È tuttora costretta a vivere nella latitanza, è ancora innamorata di Sandy, che tenta di riabilitarla. Rebecca cerca di sedurlo, ma Sandy non è più innamorato di lei, pur continuando a volerla aiutare. Quando, a seguito di un incidente stradale senza conseguenze, lei e Sandy si ritrovano ad attendere la polizia e l'ambulanza chiamate da un guidatore vicino, fuggirà per non essere arrestata, dicendo addio a Sandy.
- Max Bloom è interpretato da Barry Newman. In Italia è doppiato da Dario Penne. È il padre di Rebecca, è stato il mentore di Sandy infatti Max era il suo insegnante alla facoltà di legge, decide poi di andare in pensione. Sandy gli vuole molto bene, infatti sono ottimi amici. Muore per un malore mentre era in compagnia di Sandy.
- Reed Carlson è interpretata da Marguerite Moreau. In Italia è doppiata da Maura Cenciarelli. In passato ha lavorato per Carter come sua assistente, ora invece è la vice presidente di Bad Science, casa editrice per fumetti. Sarà colei che si occuperà della realizzazione di "Atomic County", la graphic novel ideata da Seth e Zach. Summer si sente facilmente minacciata da lei dato che è una donna intelligente e avvenente.
- D.J. è interpretato da Nicholas Gonzalez. In Italia è doppiato da Nanni Baldini. Lavora nella villa di Caleb e Julie come giardiniere, ragazzo affascinante e gentile, lui e Marissa intraprendono segretamente una relazione, e quando Julie lo scopre tenta di dividerli: arriva anche a corromperlo offrendogli dei soldi e infatti D.J. decide di lasciarla. In realtà la sua decisione di porre fine alla loro relazione non è dovuta all'avidità, infatti i soldi non gli interessano, tanto da darli a Marissa, semplicemente ha capito che quest'ultima, pur volendogli bene non è innamorata di lui, e che lo ha frequentato unicamente per sfidare la madre Julie come manifestazione del suo desiderio di ribellarsi a lei sapendo che non avrebbe mai approvato che la figlia uscisse con un umile giardiniere. Marissa e D.J. in ogni caso si separano da buoni amici.

### Introdotti nella 3ª Stagione
- Casey è interpretata da Kayla Ewell. In Italia è doppiata da Laura Latini. È la ragazza di Johnny, in un primo momento prende in simpatia Marissa, ma non ci mette molto a capire che Johnny è perdutamente innamorato di lei. Avendo capito che i sentimenti che Johnny prova per Marissa si stanno facendo strada nella loro relazione, impulsivamente lo tradisce con Volchok, cosa di cui non è andata orgogliosa, che comunque pone fine alla sua storia con Johnny.
- Jack Hess è interpretato da Eric Mabius. In Italia è doppiato da Alberto Angrisano. È il Garante della Disciplina della scuola dove studiano Ryan e Marissa e riesce a espellerli entrambi, essendosi fatto una cattiva opinione di loro in seguito al fatto che Marissa aveva sparato a Trey: infatti Jack giudica Ryan un violento e Marissa una ragazza disturbata. L'astio contro i due diventa praticamente personale dato che Ryan lo ha persino colpito con un pugno. Riammetterà Ryan dopo che Summer scopre della sua relazione con Taylor Townsend (studentessa della scuola) dopo essere stato convinto da un brillante bluff di Sandy, che gli aveva fatto credere che avesse delle prove schiacciati sulla sua storia con Taylor. Lascerà il lavoro subito dopo, dietro ricatto di Sandy.
- Dennis "Chili" Childress è interpretato da Johnny Lewis. In Italia è doppiato da Paolo Vivio. È il migliore amico di Johnny. Molto simile a Seth, perché come lui è ironico e tende spesso a rendersi ridicolo senza badare alla cosa, Ryan infatti lo definisce "la versione bionda di Seth". Fa la sua ultima apparizione al funerale di Johnny.
- Gwen Harper è interpretata da Lisa Rotondi. In Italia è doppiata da Giò Giò Rapattoni. È la madre di Johnny, lei e il figlio sono molto uniti, in passato è stata vittima dei maltrattamenti del marito Jack, almeno finché Johnny non lo costrinse ad abbandonare la loro casa. Lascia Newport dopo la morte di Johnny.
- Maya Griffin è interpretata da Morena Baccarin. In Italia è doppiata da Chiara Colizzi. Ex compagna di college di Matt. Ha da sempre una cotta per lui; Sandy approfitterà della cosa per convincerla a presentare il progetto dell'ospedale a suo padre, Henry Griffin, capo dell'ordine dei medici, approfittando del fatto che lei e Matt hanno iniziato a frequentarsi. Maya pur aiutandoli, lascia Matt, dando per scontato che fosse uscita con lui solo per arrivare al padre.
- Henry Griffin è interpretato da Shaun Duke. In Italia è doppiato da Saverio Indrio. Capo dell'ordine dei medici e padre di Maya. Chiederà a Sandy di licenziare Matt perché ha ferito la figlia, questo darà inizio a una serie di contrasti tra loro, anche perché Griffin farà picchiare Matt da alcuni suoi uomini, dato che Matt era pronto a rendere pubbliche le sue infamie: Griffin è infatti un uomo disonesto famoso per intascarsi tangenti dai suoi fornitori. Il procuratore Hoades lo farà incriminare anche con l'aiuto di Sandy, che collabora al caso, testimoniando contro Griffin.
- Heather è interpretata da Erin Foster. In Italia è doppiata da Monica Bertolotti. È un'amica di Volchok, prende subito in antipatia Marissa. Quando Volchok si mette nei guai con la polizia, decide di scappare da Newport con Heather, la quale era con lui nel furgoncino quando Volchok ha mandato fuori strada Ryan e Marissa, causando la morte di quest'ultima, benché Heather avesse cercato di fermarlo. Schiacciata dal rimorso per quello che ha fatto, lei e Volchok si sono divisi. Torna brevemente a Newport per stare con sua madre, è tuttora una latitante, trova il tempo comunque di porgere a Ryan le sue scuse per quanto accaduto a Marissa.
- Don è interpretato da Blake Robbins. In Italia è doppiato da Paolo Marchese. È un uomo a cui Jimmy deve molti soldi, infatti quest'ultimo ha investito i guadagni della vendita della barca di Don, ma il deposito è andato perduto, dato che l'investimento non si è rivelato remunerativo. Don pretende di riavere indietro il denaro da Jimmy, il quale, non avendo i mezzi per risarcirlo, viene picchiato dagli uomini di Don. Jimmy, proprio per non mettere in pericolo Marissa e Julie, tentando di trovare il sistema di risolvere la faccenda con Don, si vede costretto a scappare da Newport per sempre, ciò infatti pone fine al suo matrimonio con Julie e al rapporto con la figlia Marissa.

### Introdotti nella 4ª Stagione
- Gordon Bullit è interpretato da Gary Grubbs. In Italia è doppiato da Michele Kalamera. È un magnate del petrolio texano che si invaghisce di Julie, la quale gli permette di corteggiarla, pur affezionandosi a lui però non lo ama. È un uomo simpatico e esuberante che dice tutto quello che pensa. Ha 12 figli, li ha chiamati ispirandosi alle città nelle quali ha stabilito le sue raffinerie di petrolio. Quando Julie scopre di aspettare un bambino da Frank (il quale la lascia) Gordon le chiede di sposarlo, ma lei preferisce rimanere solo sua amica.
- Brad ed Eric Ward sono interpretato da Wayne Dalglish e Corey Price. In Italia sono doppiato da Flavio Aquilone e Lorenzo De Angelis. Sono i fratelli minori di Luke, sono persino più immaturi e superficiali di quanto lo era lui. Come il fratello giocano a pallanuoto. Molto amici di Kaitlin, la quale nel loro "trio" è praticamente il capo, essendo più intelligente e maliziosa di loro.
- Henri-Michel de Maumaront è interpretato Henri Lubatti. In Italia è doppiato da Franco Mannella. È uno scrittore di successo, Taylor lo conosce in Francia e lo sposa, non per amore solo per colmare la sua profonda solitudine, infatti torna a Newport e divorzia da lui. Henri-Michel scrive un libro erotico che riscuote molto successo, basato sul suo matrimonio con Taylor, arriva a Newport per il tour promozionale, e tenta di riconquistare la sua ex moglie, che ora sta con Ryan. Taylor è ancora attratta da lui, specialmente perché hanno molto in comune, indubbiamente hanno la stessa visione del romanticismo, ma lei non lo ama, e quindi Henri-Michel esce per sempre dalla vita di Taylor sapendo che per lui sarebbe troppo frustrante vivere con lei sapendo che l'amore che prova per la ragazza sarà sempre non corrisposto.
- Will Tutt è interpretato da Chris Brown. In Italia è doppiato da Simone Crisari. Compagno di scuola di Kaitlin, i due iniziano a uscire insieme, ma lei dopo poco tempo lo lascia, anche se Will gli piace capisce che sono fin troppo diversi in quanto lei è una persona menefreghista, provocativa e irriverente, mentre Will è un ragazzo maturo, gentile e responsabile che prende con serietà i suoi impegni nei confronti della scuola e della comunità, infatti anche se Kaitlin è chiaramente innamorata di lui preferisce non averlo al suo fianco sapendo che non sarebbe capace di renderlo felice.
- Darryl è interpretato da Scott Krinsky. In Italia è doppiato da Paolo Marchese. È un senzatetto che appare nella quarta stagione come personaggio ricorrente, viene invitato da Summer insieme ad altri barboni a casa dei Cohen per il giorno del ringraziamento. Durante il terremoto che colpisce Newport, Seth gli regala la sua auto (con una ruota sgonfia) in cambio del suo carrello per la spesa, in modo da usarlo per portare Ryan in ospedale dato che era gravemente ferito.